# Morti nel 1969
| Questa pagina contiene informazioni ricavate automaticamente dalle voci biografiche con l'ausilio del template Bio e di un bot. L'aggiornamento è periodico e automatico e ricostruisce completamente la pagina. Se manca una persona in questa lista, sei pregato di non aggiungerla, ma accertati piuttosto che la sua voce biografica contenga il template Bio e che i dati anagrafici siano correttamente compilati. Se il template Bio manca, inseriscilo tu stesso o, in alternativa, metti l'avviso {{tmp\|Bio}} che ne segnala la mancanza. Se i dati riportati sono sbagliati, correggi direttamente la voce biografica; le modifiche saranno visibili in questa lista entro pochi giorni. Per chiarimenti vedi il progetto biografie. La lista contiene solo le 1.215 persone che sono citate nell'enciclopedia e per le quali è stato implementato correttamente il template Bio. Pagina aggiornata al 10 ago 2025. |

## Gennaio(116)
- 1º gennaio - Vannuccio Faralli, giornalista, partigiano e politico italiano (n. 1891)
- 1º gennaio - Vera Holme, attrice e attivista britannica (n. 1881)
- 1º gennaio - Barton MacLane, attore statunitense (n. 1902)
- 1º gennaio - Angelo Musco, musicista e compositore italiano (n. 1925)
- 1º gennaio - Bruno Söderström, astista, altista e giavellottista svedese (n. 1881)
- 1º gennaio - Vittorio Emanuele Terragni, ufficiale, generale e scrittore italiano (n. 1894)
- 2 gennaio - Julius Bomholt, politico e scrittore danese (n. 1896)
- 2 gennaio - Gilbert Miller, impresario teatrale statunitense (n. 1884)
- 2 gennaio - Georges Renavent, attore francese (n. 1894)
- 3 gennaio - Commodore Cochran, velocista statunitense (n. 1902)
- 3 gennaio - Howard McNear, attore statunitense (n. 1905)
- 4 gennaio - Paul Chambers, contrabbassista statunitense (n. 1935)
- 4 gennaio - Jimmy Foster, hockeista su ghiaccio britannico (n. 1906)
- 4 gennaio - Corneliu Robe, calciatore rumeno (n. 1908)
- 4 gennaio - Amedeo Varese, calciatore italiano (n. 1890)
- 5 gennaio - Piero Antona, calciatore italiano (n. 1912)
- 5 gennaio - Luigia Ciappi, insegnante italiana (n. 1894)
- 5 gennaio - Franz Theodor Csokor, commediografo e scrittore austriaco (n. 1885)
- 5 gennaio - Florence Fair, attrice statunitense (n. 1907)
- 5 gennaio - Patrick Flynn, siepista e mezzofondista statunitense (n. 1894)
- 5 gennaio - Samúel Jónsson, scultore e pittore islandese (n. 1884)
- 5 gennaio - Arthur Loesser, pianista, musicologo e scrittore statunitense (n. 1894)
- 5 gennaio - Umberto Milani, scultore e pittore italiano (n. 1912)
- 5 gennaio - Umberto Scotti, calciatore italiano (n. 1885)
- 6 gennaio - Vincenzo Borgarello, ciclista su strada italiano (n. 1884)
- 6 gennaio - Al Haskell, attore statunitense (n. 1886)
- 6 gennaio - Daisy e Violet Hilton, attrice britannica (n. 1908)
- 6 gennaio - Ákos Ráthonyi, regista e sceneggiatore ungherese (n. 1908)
- 6 gennaio - Giuseppe Viani, allenatore di calcio e calciatore italiano (n. 1909)
- 7 gennaio - Susanne Cramer, attrice tedesca (n. 1936)
- 7 gennaio - Earl Duvall, fumettista statunitense (n. 1898)
- 7 gennaio - Leonora Jackson McKim, violinista statunitense (n. 1879)
- 7 gennaio - Josip Ribičič, scrittore sloveno (n. 1886)
- 8 gennaio - Ettore Caffaratti, generale e cavaliere italiano (n. 1886)
- 8 gennaio - Sebastian Englert, presbitero, missionario e linguista tedesco (n. 1888)
- 8 gennaio - Leopoldo Gasparini, politico e partigiano italiano (n. 1894)
- 8 gennaio - Leslie Goodwins, regista e sceneggiatore britannico (n. 1899)
- 8 gennaio - Albert Hill, mezzofondista britannico (n. 1889)
- 8 gennaio - Elmar Kaljot, calciatore estone (n. 1901)
- 9 gennaio - Giacomo Acerbo, economista e politico italiano (n. 1888)
- 9 gennaio - Erling Andersen, calciatore norvegese (n. 1901)
- 9 gennaio - Jacobus van Egmond, pistard olandese (n. 1908)
- 9 gennaio - Day Keene, scrittore e sceneggiatore statunitense (n. 1904)
- 10 gennaio - John Brownlee, baritono australiano (n. 1900)
- 10 gennaio - Tom Kromer, scrittore statunitense (n. 1906)
- 10 gennaio - Mario Marazzani, generale italiano (n. 1887)
- 10 gennaio - Olga Oelkers, schermitrice tedesca (n. 1887)
- 11 gennaio - Ahmed Barzani, politico curdo (n. 1896)
- 11 gennaio - Leopold von Wiese, sociologo tedesco (n. 1876)
- 12 gennaio - Ignaz Epper, pittore e scultore svizzero (n. 1892)
- 12 gennaio - Enrico Ferrari, politico italiano (n. 1887)
- 12 gennaio - Betty Fischer, soprano austriaca (n. 1887)
- 12 gennaio - Károly Fogl, allenatore di calcio e calciatore ungherese (n. 1895)
- 12 gennaio - Teodor Peterek, calciatore polacco (n. 1910)
- 13 gennaio - Wilton Graff, attore statunitense (n. 1903)
- 13 gennaio - Valter Lidén, calciatore svedese (n. 1887)
- 13 gennaio - Arthur Mooring, militare inglese (n. 1908)
- 13 gennaio - Federico Palazzoli, imprenditore e dirigente sportivo italiano (n. 1881)
- 13 gennaio - Bruno Smith, attore italiano
- 13 gennaio - Sigurd Svensson, cavaliere svedese (n. 1912)
- 13 gennaio - Helmut Weiss, attore, regista e sceneggiatore tedesco (n. 1907)
- 14 gennaio - Angelo Camillo Maine, scultore italiano (n. 1892)
- 14 gennaio - Barney Sedran, cestista e allenatore di pallacanestro statunitense (n. 1891)
- 15 gennaio - Walter Henneberger, scacchista svizzero (n. 1883)
- 15 gennaio - Mario Ruccione, compositore italiano (n. 1911)
- 15 gennaio - Theodor Werner, pittore tedesco (n. 1886)
- 15 gennaio - J. Dover Wilson, critico letterario e anglista britannico (n. 1881)
- 15 gennaio - Alberto de' Stefani, economista e politico italiano (n. 1879)
- 16 gennaio - Francesco Cocco Ortu, politico e avvocato italiano (n. 1912)
- 16 gennaio - Vernon Duke, compositore russo (n. 1903)
- 17 gennaio - Grażyna Bacewicz, compositrice polacca (n. 1909)
- 17 gennaio - Augusto Colombo, pittore italiano (n. 1902)
- 18 gennaio - Eugenio Coselschi, militare, politico e scrittore italiano (n. 1888)
- 18 gennaio - Hans Freyer, sociologo tedesco (n. 1887)
- 18 gennaio - Lewis Tewanima, mezzofondista statunitense (n. 1888)
- 19 gennaio - Roberto Cessi, storico e politico italiano (n. 1885)
- 19 gennaio - Władysław Frączek, militare polacco (n. 1895)
- 19 gennaio - Jan Palach, patriota cecoslovacco (n. 1948)
- 19 gennaio - Carlo Salamano, pilota automobilistico italiano (n. 1891)
- 19 gennaio - Michele Vedani, scultore italiano (n. 1874)
- 20 gennaio - Luigi Del Bianco, scultore italiano (n. 1892)
- 20 gennaio - Piero Pavesio, compositore, pianista e cantante italiano (n. 1909)
- 20 gennaio - Enrique Ruano, antifascista spagnolo (n. 1947)
- 21 gennaio - Angiolo Alebardi, pittore italiano (n. 1883)
- 21 gennaio - Franz Xaver Arnold, presbitero e teologo tedesco (n. 1898)
- 21 gennaio - Giovanni Comisso, scrittore e viaggiatore italiano (n. 1895)
- 21 gennaio - Candido De Giovanni, calciatore italiano (n. 1896)
- 21 gennaio - Alessandro Morino, politico italiano (n. 1909)
- 21 gennaio - Marie Mounib, attrice egiziana (n. 1915)
- 21 gennaio - Raffaele Pastore, politico italiano (n. 1881)
- 22 gennaio - Federico Cesarano, schermidore italiano (n. 1886)
- 22 gennaio - Benvenuto Maria Disertori, musicologo e incisore italiano (n. 1887)
- 22 gennaio - Birger Pedersen, calciatore norvegese (n. 1910)
- 22 gennaio - Robert Reboul, ciclista su strada belga (n. 1893)
- 23 gennaio - Karl Schrenk, calciatore austriaco (n. 1889)
- 24 gennaio - Dorcas Matthews, attrice statunitense (n. 1890)
- 24 gennaio - Anna Maria Princigalli, pedagogista, partigiana e politica italiana (n. 1916)
- 24 gennaio - Augusto Silvestri, violinista e direttore d'orchestra italiano (n. 1885)
- 24 gennaio - António Sérgio, filosofo e politico portoghese (n. 1883)
- 25 gennaio - Irene Castle, danzatrice e attrice statunitense (n. 1893)
- 26 gennaio - Bruno Barosi, cuoco italiano (n. 1893)
- 26 gennaio - Elena Sangro, attrice italiana (n. 1897)
- 27 gennaio - Hanns Jelinek, compositore austriaco (n. 1901)
- 27 gennaio - Charles Winninger, attore statunitense (n. 1884)
- 28 gennaio - Giovanni Magli, generale e politico italiano (n. 1884)
- 29 gennaio - Allen Welsh Dulles, diplomatico, agente segreto e avvocato statunitense (n. 1893)
- 29 gennaio - Dolly King, cestista e allenatore di pallacanestro statunitense (n. 1916)
- 29 gennaio - Edoardo Severgnini, pistard e ciclista su strada italiano (n. 1904)
- 29 gennaio - Max Weinreich, linguista russo (n. 1894)
- 29 gennaio - Oreste Zaccagna, lunghista, triplista e calciatore italiano
- 30 gennaio - Li Zongren, generale e politico cinese (n. 1890)
- 30 gennaio - Fritzi Massary, attrice teatrale e soprano austriaca (n. 1882)
- 30 gennaio - Dominique Pire, religioso belga (n. 1910)
- 31 gennaio - Meher Baba, indiano (n. 1894)
- 31 gennaio - Adamo Bozzani, ginnasta italiano (n. 1891)
- 31 gennaio - Olinto Landini, sindacalista e politico italiano (n. 1921)

## Febbraio(89)
- 1º febbraio - Gaetano Chiavacci, filosofo e pedagogista italiano (n. 1886)
- 1º febbraio - Giovanni Geloso, ingegnere e imprenditore italiano (n. 1901)
- 1º febbraio - Morihiro Higashikuni, principe e militare giapponese (n. 1916)
- 1º febbraio - Stanisław Paczka, slittinista polacco (n. 1945)
- 2 febbraio - Sergej Petrovič Alekseev, regista sovietico (n. 1896)
- 2 febbraio - John Johnsen, calciatore norvegese (n. 1895)
- 2 febbraio - Boris Karloff, attore britannico (n. 1887)
- 2 febbraio - Giovanni Martinelli, tenore italiano (n. 1885)
- 2 febbraio - Johann Wenzel, agente segreto tedesco (n. 1902)
- 3 febbraio - Berardo Cittadini, imprenditore e politico italiano (n. 1880)
- 3 febbraio - Julián Cuenca, calciatore spagnolo (n. 1923)
- 3 febbraio - Eduardo Mondlane, politico e rivoluzionario mozambicano (n. 1920)
- 3 febbraio - Al Taliaferro, fumettista statunitense (n. 1905)
- 3 febbraio - Carlo Tirone, calciatore italiano (n. 1894)
- 4 febbraio - Orazio Condorelli, giurista e politico italiano (n. 1897)
- 4 febbraio - Enzo Ferrieri, regista, giornalista e sceneggiatore italiano (n. 1890)
- 4 febbraio - Lindsley Foote Hall, disegnatore statunitense (n. 1883)
- 5 febbraio - Y. Frank Freeman, dirigente d'azienda statunitense (n. 1890)
- 5 febbraio - Thelma Ritter, attrice statunitense (n. 1902)
- 7 febbraio - Enrico Greppi, medico italiano (n. 1896)
- 8 febbraio - Ezio Maria Gray, politico, giornalista e saggista italiano (n. 1885)
- 8 febbraio - Leopoldo Méndez, disegnatore, incisore e grafico messicano (n. 1902)
- 8 febbraio - Knut Sandengen, calciatore norvegese (n. 1932)
- 9 febbraio - Giovanni Giuseppe Bonzi, presbitero e teologo italiano (n. 1898)
- 9 febbraio - Tiest van Gestel, arciere olandese (n. 1881)
- 9 febbraio - Gabby Hayes, attore statunitense (n. 1885)
- 9 febbraio - William Lescaze, architetto svizzero (n. 1896)
- 9 febbraio - Giambattista Patarino, medico e dirigente sportivo italiano (n. 1890)
- 9 febbraio - Manuel Plaza, maratoneta e mezzofondista cileno (n. 1900)
- 9 febbraio - Marty Servo, pugile statunitense (n. 1919)
- 9 febbraio - Enzo Sovitti, cestista e allenatore di pallacanestro italiano (n. 1926)
- 9 febbraio - Michel Ungeheuer, calciatore lussemburghese (n. 1890)
- 11 febbraio - Dario Beni, ciclista su strada italiano (n. 1889)
- 11 febbraio - Oswald Holmberg, ginnasta e tiratore di fune svedese (n. 1882)
- 11 febbraio - Michael Reeves, regista e sceneggiatore britannico (n. 1943)
- 11 febbraio - Alessandro Schienoni, allenatore di calcio e calciatore italiano (n. 1902)
- 12 febbraio - Arthur Johnson Eames, botanico statunitense (n. 1881)
- 13 febbraio - Roland Bartrop, attore inglese (n. 1925)
- 13 febbraio - Sidney Cotton, inventore e fotografo australiano (n. 1894)
- 13 febbraio - Luigi Pera, ingegnere e architetto italiano (n. 1899)
- 14 febbraio - Vincenzo Baggioli, fumettista e giornalista italiano (n. 1909)
- 14 febbraio - Natale De Carli, calciatore italiano (n. 1918)
- 14 febbraio - Vito Genovese, mafioso italiano (n. 1897)
- 14 febbraio - Charles Judels, attore e doppiatore statunitense (n. 1882)
- 14 febbraio - Vladimir Pavlovič Kaplunovskij, regista cinematografico sovietico (n. 1906)
- 14 febbraio - Émile Auguste Ouchard, archettaio francese (n. 1900)
- 14 febbraio - Jack Ozburn, cestista statunitense (n. 1913)
- 15 febbraio - Annibale De Mas, politico italiano
- 15 febbraio - Pee Wee Russell, clarinettista e sassofonista statunitense (n. 1906)
- 15 febbraio - Hans Vollmer, storico dell'arte tedesco (n. 1878)
- 16 febbraio - Otto Heidkämper, generale tedesco (n. 1901)
- 17 febbraio - Harry Hardy, calciatore inglese (n. 1895)
- 18 febbraio - Gisela Arendt, nuotatrice tedesca (n. 1918)
- 18 febbraio - Dragiša Cvetković, politico jugoslavo (n. 1893)
- 18 febbraio - Angelo de Fiore, poliziotto italiano (n. 1895)
- 19 febbraio - Madge Blake, attrice statunitense (n. 1899)
- 19 febbraio - Jean-Pierre Ducasse, ciclista su strada e ciclocrossista francese (n. 1944)
- 19 febbraio - Giuseppe Marini, ammiraglio italiano (n. 1899)
- 19 febbraio - Hernán Robleto, scrittore nicaraguense (n. 1892)
- 20 febbraio - Ernest Ansermet, direttore d'orchestra svizzero (n. 1883)
- 21 febbraio - José de Capriles, schermidore statunitense (n. 1912)
- 21 febbraio - Anita Raffaella Cavalieri, scultrice e poetessa italiana (n. 1884)
- 21 febbraio - Jean Charbonneaux, archeologo francese (n. 1895)
- 21 febbraio - Lewis Martin, attore statunitense (n. 1894)
- 21 febbraio - Masi Simonetti, pittore italiano (n. 1903)
- 22 febbraio - Johannes Dieckmann, giornalista e politico tedesco (n. 1893)
- 22 febbraio - Béla Kovácsy, calciatore ungherese (n. 1905)
- 22 febbraio - Alois Pupp, politico italiano (n. 1900)
- 23 febbraio - Madhubala, attrice indiana (n. 1933)
- 23 febbraio - Frank Ellis, attore statunitense (n. 1897)
- 23 febbraio - Sa'ud dell'Arabia Saudita, sovrano saudita (n. 1902)
- 23 febbraio - Ronald Scobie, generale britannico (n. 1893)
- 23 febbraio - Constantin Silvestri, direttore d'orchestra e compositore rumeno (n. 1913)
- 24 febbraio - Ernesto Page, politico italiano (n. 1888)
- 25 febbraio - Władysław Dobrowolski, schermidore polacco (n. 1896)
- 25 febbraio - Barney e Betty Hill, statunitense (n. 1922)
- 25 febbraio - Jan Zajíc, patriota cecoslovacco (n. 1950)
- 26 febbraio - Elwood Bredell, direttore della fotografia statunitense (n. 1902)
- 26 febbraio - Chōsin Chibana, artista marziale giapponese (n. 1885)
- 26 febbraio - Levi Eshkol, politico ucraino (n. 1895)
- 26 febbraio - Karl Jaspers, filosofo e psichiatra tedesco (n. 1883)
- 26 febbraio - Erwin Rauch, generale tedesco (n. 1889)
- 27 febbraio - Marius Barbeau, antropologo e etnologo canadese (n. 1883)
- 27 febbraio - John Boles, attore e cantante statunitense (n. 1895)
- 27 febbraio - Al'bert Mokeev, pentatleta sovietico (n. 1936)
- 28 febbraio - Otto Fahr, nuotatore tedesco (n. 1892)
- 28 febbraio - Martin Stahnke, canottiere tedesco (n. 1888)
- 28 febbraio - Gustavo Testa, cardinale e arcivescovo cattolico italiano (n. 1886)
- 28 febbraio - Einer Ulrich, tennista, calciatore e arbitro di calcio danese (n. 1896)

## Marzo(89)
- 2 marzo - Olaf Jacobsen, ginnasta norvegese (n. 1888)
- 3 marzo - Fred Alexander, tennista statunitense (n. 1880)
- 3 marzo - Béatrix Dussane, attrice francese (n. 1888)
- 3 marzo - Alessandro Mazzoletti, calciatore italiano (n. 1905)
- 3 marzo - Vincenzo Monaco, architetto italiano (n. 1911)
- 3 marzo - Maria Teresa Ricci, sceneggiatrice e regista italiana (n. 1912)
- 3 marzo - Aleksandr Kazimirovič Toluš, scacchista sovietico (n. 1910)
- 4 marzo - Giorgio Chiavacci, schermidore italiano (n. 1899)
- 5 marzo - Mauro Angioni, giurista e politico italiano (n. 1880)
- 5 marzo - Marcello Boldrini, statistico, politico e dirigente pubblico italiano (n. 1890)
- 5 marzo - Jo van Gastel, arciere olandese (n. 1887)
- 5 marzo - Martin Hindorff, velista svedese (n. 1897)
- 5 marzo - Alexander Werth, scrittore e giornalista russo (n. 1901)
- 6 marzo - Eduardo Ordóñez, allenatore di calcio e calciatore portoricano (n. 1908)
- 6 marzo - Óscar Osorio, militare e politico salvadoregno (n. 1910)
- 7 marzo - Joe Kennaway, allenatore di calcio e calciatore canadese (n. 1905)
- 7 marzo - Richard Pefferle, scenografo statunitense (n. 1905)
- 9 marzo - Charles Brackett, sceneggiatore e produttore cinematografico statunitense (n. 1892)
- 9 marzo - Walter Christaller, geografo e economista tedesco (n. 1893)
- 9 marzo - Richard Crane, attore statunitense (n. 1918)
- 9 marzo - Alberto Ferrero, generale italiano (n. 1885)
- 9 marzo - Domenico Macaggi, medico, politico e criminologo italiano (n. 1891)
- 10 marzo - Byeon Yeong-tae, politico sudcoreano (n. 1892)
- 10 marzo - Fernand Gonder, astista francese (n. 1883)
- 10 marzo - José Alfredo López, calciatore e dirigente sportivo argentino (n. 1897)
- 10 marzo - Louis Menges, calciatore statunitense (n. 1888)
- 10 marzo - Jimmy Wilde, pugile britannico (n. 1892)
- 11 marzo - Silvio Ballarin, matematico e geodeta italiano (n. 1901)
- 11 marzo - Edgardo Bazzini, imprenditore italiano (n. 1893)
- 11 marzo - Harold Clarke, tuffatore britannico (n. 1888)
- 11 marzo - John Daly, siepista, mezzofondista e maratoneta britannico (n. 1880)
- 11 marzo - John Wyndham, scrittore britannico (n. 1903)
- 12 marzo - Frank W. Boykin, politico statunitense (n. 1885)
- 12 marzo - Raffaele Chiarolanza, politico italiano (n. 1881)
- 12 marzo - André Salmon, poeta francese (n. 1881)
- 13 marzo - Mercedes Capsir, soprano spagnolo (n. 1895)
- 13 marzo - Dick Eve, tuffatore australiano (n. 1901)
- 13 marzo - Rudolf Plemich, calciatore ungherese (n. 1901)
- 14 marzo - Artur Dubravčić, calciatore jugoslavo (n. 1894)
- 14 marzo - Joseph Kish, scenografo statunitense (n. 1899)
- 14 marzo - Bronislava Krištopavičienė, lituana (n. 1899)
- 14 marzo - Ben Shahn, pittore, fotografo e designer statunitense (n. 1898)
- 15 marzo - Miles Malleson, attore, sceneggiatore e drammaturgo inglese (n. 1888)
- 15 marzo - Agide Samaritani, partigiano e politico italiano (n. 1921)
- 16 marzo - Giuliano Taccola, calciatore italiano (n. 1943)
- 17 marzo - Fred Gilmore, pugile statunitense (n. 1887)
- 17 marzo - Shu Xiuwen, attrice e doppiatrice cinese (n. 1915)
- 18 marzo - Barbara Bates, attrice statunitense (n. 1925)
- 18 marzo - Elisio Gabardo, calciatore brasiliano (n. 1911)
- 18 marzo - Pier Luigi Passoni, partigiano e politico italiano (n. 1894)
- 18 marzo - Guido Pusinich, scrittore e poeta italiano (n. 1885)
- 19 marzo - Gaetano Boschi, neurologo italiano (n. 1882)
- 19 marzo - Lola Braccini, attrice e doppiatrice italiana (n. 1889)
- 19 marzo - Francesco Cataldo, politico italiano (n. 1907)
- 19 marzo - Pietro Mastino, politico italiano (n. 1883)
- 20 marzo - Arthur E. Powell, scrittore statunitense (n. 1882)
- 22 marzo - Ernst Deutsch, attore austriaco (n. 1890)
- 22 marzo - Władysław Krupa, calciatore polacco (n. 1899)
- 22 marzo - Alf Lie, ginnasta norvegese (n. 1887)
- 22 marzo - Camille Mandrillon, fondista e sciatore di pattuglia militare francese (n. 1891)
- 23 marzo - Carlo Durando, ciclista su strada italiano (n. 1887)
- 23 marzo - Bernadotte Everly Schmitt, storico statunitense (n. 1886)
- 23 marzo - Arthur Lismer, pittore britannico (n. 1885)
- 23 marzo - Renzo Massai, arbitro di calcio italiano (n. 1910)
- 23 marzo - Rudolf Pannwitz, scrittore tedesco (n. 1881)
- 23 marzo - Carlo Sabatini, militare italiano (n. 1891)
- 23 marzo - Assia Wevill, tedesca (n. 1927)
- 24 marzo - Renato Cesarini, calciatore e allenatore di calcio italiano (n. 1906)
- 25 marzo - Marcel Domergue, calciatore francese (n. 1901)
- 25 marzo - Max Eastman, scrittore e critico letterario statunitense (n. 1883)
- 25 marzo - Alan Mowbray, attore britannico (n. 1896)
- 26 marzo - René Guillot, scrittore e illustratore francese (n. 1900)
- 26 marzo - Hugo Klempfner, pallanuotista cecoslovacco (n. 1902)
- 26 marzo - Dickie Pride, cantante britannico (n. 1941)
- 26 marzo - Ezio Mizzan, diplomatico italiano (n. 1905)
- 26 marzo - John Kennedy Toole, scrittore statunitense (n. 1937)
- 26 marzo - Günther Weisenborn, scrittore tedesco (n. 1902)
- 26 marzo - Jan Josef Švagr, architetto ceco (n. 1885)
- 27 marzo - Antonio Pigliaru, giurista, filosofo e educatore italiano (n. 1922)
- 28 marzo - Dwight D. Eisenhower, generale e politico statunitense (n. 1890)
- 28 marzo - Aleksej Jakušev, pallavolista e allenatore di pallavolo sovietico (n. 1914)
- 28 marzo - Léo Joannon, regista e sceneggiatore francese (n. 1904)
- 28 marzo - Şehzade Ömer Faruk, principe ottomano (n. 1898)
- 29 marzo - Cesare Pettorelli Lalatta Finzi, generale e agente segreto italiano (n. 1884)
- 30 marzo - James Bellamy, allenatore di calcio e calciatore inglese (n. 1881)
- 30 marzo - Lucien Bianchi, pilota automobilistico e copilota di rally italiano (n. 1934)
- 30 marzo - Alois Müller, calciatore austriaco (n. 1890)
- 31 marzo - Hans Andersen, calciatore norvegese (n. 1905)
- 31 marzo - Ambroise Garin, ciclista su strada italiano (n. 1875)

## Aprile(82)
- 2 aprile - Fortunio Bonanova, baritono e attore spagnolo (n. 1895)
- 2 aprile - Hans Wilhelm Hagen, giornalista e storico dell'arte tedesco (n. 1907)
- 2 aprile - Antoni Naumczyk, religioso statunitense (n. 1925)
- 2 aprile - Boris Sergeevič Stečkin, ingegnere aeronautico sovietico (n. 1891)
- 3 aprile - Lydia Johnson, danzatrice, cantante e attrice russa (n. 1896)
- 3 aprile - Adele Younghusband, fotografa e pittrice neozelandese (n. 1878)
- 4 aprile - Fanny Anitúa, contralto messicano (n. 1887)
- 4 aprile - Friedrich von Huene, paleontologo tedesco (n. 1875)
- 4 aprile - Oldřich Rulc, calciatore cecoslovacco (n. 1911)
- 4 aprile - Joseph Schubert, vescovo cattolico rumeno (n. 1890)
- 4 aprile - Béla Varga, lottatore ungherese (n. 1888)
- 5 aprile - Giovanni Battista Alessandri, giornalista, prefetto e politico italiano (n. 1904)
- 5 aprile - Alberto Bonucci, attore e cabarettista italiano (n. 1918)
- 5 aprile - Arnaldo Carpanetti, pittore italiano (n. 1898)
- 5 aprile - Ain-Ervin Mere, militare estone (n. 1903)
- 5 aprile - Giosuè Poli, dirigente sportivo, giornalista e atleta italiano (n. 1903)
- 6 aprile - Furlanetto, attore italiano (n. 1895)
- 6 aprile - Eduard Strauss II, direttore d'orchestra austriaco (n. 1910)
- 6 aprile - Francisco L. Urquizo, generale, scrittore e storico messicano (n. 1891)
- 6 aprile - Zhang Zhizhong, generale e politico cinese (n. 1890)
- 7 aprile - Rómulo Gallegos, politico e scrittore venezuelano (n. 1884)
- 8 aprile - Zinaida Aksent'eva, astronoma sovietica (n. 1900)
- 8 aprile - Jean Bastien, calciatore e allenatore di calcio francese (n. 1915)
- 9 aprile - Leopold Grundwald, calciatore austriaco (n. 1891)
- 9 aprile - Husayn Bey, principe della Corona di Tunisia, principe tunisino (n. 1893)
- 9 aprile - Evžen Plocek, patriota cecoslovacco (n. 1929)
- 9 aprile - Gino Vanelli, baritono italiano (n. 1896)
- 10 aprile - Lorenzo Maria Balconi, arcivescovo cattolico, missionario e scrittore italiano (n. 1878)
- 10 aprile - Harley Earl, designer statunitense (n. 1893)
- 10 aprile - Fernando Ortiz Fernández, antropologo, etnomusicologo e saggista cubano (n. 1881)
- 10 aprile - Myzejen Zogu, principessa albanese (n. 1905)
- 11 aprile - Dante Parini, scultore e pittore italiano (n. 1890)
- 11 aprile - Emidio Piermarini, poeta, scrittore e bibliotecario italiano (n. 1888)
- 12 aprile - Stanisław Bacia, militare polacco (n. 1914)
- 12 aprile - Howard Bretherton, montatore e regista cinematografico statunitense (n. 1890)
- 12 aprile - Hans von der Mosel, generale tedesco (n. 1898)
- 13 aprile - Ambrogio Gianotti, presbitero e partigiano italiano (n. 1901)
- 13 aprile - Lionello Rossi, economista italiano (n. 1890)
- 14 aprile - Hans Kreysing, generale tedesco (n. 1890)
- 15 aprile - Maria Caserini, attrice italiana (n. 1884)
- 15 aprile - Roy Dowling, ammiraglio australiano (n. 1901)
- 15 aprile - Carlene King Johnson, modella statunitense (n. 1933)
- 15 aprile - Vittoria Eugenia di Battenberg, regina (n. 1887)
- 16 aprile - Ryōkichi Sagane, fisico giapponese (n. 1905)
- 18 aprile - Herman James Good, militare canadese (n. 1887)
- 18 aprile - Pietro Sharoff, attore, regista teatrale e direttore artistico russo (n. 1886)
- 19 aprile - Arcangelo Magli, politico italiano (n. 1890)
- 19 aprile - Juan Modesto, generale e antifascista spagnolo (n. 1906)
- 20 aprile - Alberto Giovannini, politico e economista italiano (n. 1882)
- 20 aprile - Ambróz Lazík, vescovo cattolico slovacco (n. 1897)
- 20 aprile - Vjekoslav Luburić, militare croato (n. 1914)
- 21 aprile - Francesco Falcetti, prefetto e politico italiano (n. 1878)
- 22 aprile - Giuseppe Giorgio Gori, architetto italiano (n. 1906)
- 22 aprile - Rolfe Humphries, latinista, traduttore e insegnante statunitense (n. 1894)
- 22 aprile - Amparo Iturbi, pianista e docente spagnola (n. 1898)
- 22 aprile - Markian Michajlovič Popov, generale sovietico (n. 1902)
- 22 aprile - Saverio Ragno, schermidore italiano (n. 1902)
- 23 aprile - Krzysztof Komeda, musicista e pianista polacco (n. 1931)
- 23 aprile - Camillo Mastrocinque, regista e sceneggiatore italiano (n. 1901)
- 23 aprile - Zheng Junli, regista e attore cinese (n. 1911)
- 24 aprile - Ernest Blenkinsop, calciatore inglese (n. 1902)
- 24 aprile - Joseph Kasa-Vubu, politico della Repubblica Democratica del Congo (n. 1915)
- 25 aprile - Manlio Molfese, militare e aviatore italiano (n. 1883)
- 25 aprile - Margarita Xirgu, attrice teatrale spagnola (n. 1888)
- 26 aprile - William S. Sadler, psichiatra statunitense (n. 1875)
- 26 aprile - Morihei Ueshiba, artista marziale giapponese (n. 1883)
- 27 aprile - René Barrientos Ortuño, generale e politico boliviano (n. 1919)
- 27 aprile - Enrico Calzolari, calciatore italiano (n. 1900)
- 27 aprile - Carlo Ciglieri, generale italiano (n. 1911)
- 27 aprile - Orazio Costantino, militare italiano (n. 1931)
- 27 aprile - Gaspar Pinto, calciatore portoghese (n. 1912)
- 27 aprile - Erkki Kataja, astista finlandese (n. 1924)
- 27 aprile - Roman Stepanovyč Smal'-Stoc'kyj, filologo e diplomatico ucraino (n. 1893)
- 28 aprile - Alberto Cucchi, imprenditore e dirigente sportivo italiano (n. 1903)
- 28 aprile - Eduardo Neves, calciatore brasiliano (n. 1943)
- 28 aprile - Senije Zogu, principessa albanese (n. 1903)
- 29 aprile - Gino Custer De Nobili, poeta italiano (n. 1881)
- 29 aprile - Giorgio Kaisserlian, critico d'arte e gallerista italiano
- 29 aprile - Julius Katchen, pianista statunitense (n. 1926)
- 29 aprile - Bella Dodd, attivista statunitense (n. 1904)
- 30 aprile - Jef Demuysere, ciclista su strada e ciclocrossista belga (n. 1907)
- 30 aprile - Eddie Kane, attore statunitense (n. 1889)

## Maggio(102)
- 2 maggio - Robert Arthur, scrittore statunitense (n. 1909)
- 2 maggio - Jānis Bebris, calciatore lettone (n. 1917)
- 2 maggio - Livio Livi, statistico italiano (n. 1891)
- 2 maggio - Franz von Papen, militare, politico e diplomatico tedesco (n. 1879)
- 2 maggio - Robert Spears, criminale statunitense (n. 1894)
- 3 maggio - Karl Freund, regista e direttore della fotografia tedesco (n. 1890)
- 3 maggio - Zakir Hussain, politico indiano (n. 1897)
- 3 maggio - Raimondo del Balzo di Presenzano, presbitero italiano (n. 1898)
- 4 maggio - Wadha bint Muhammad Al Orair, saudita
- 4 maggio - Osbert Sitwell, scrittore britannico (n. 1892)
- 5 maggio - Paul Gailly, pallanuotista belga (n. 1894)
- 5 maggio - Giacomo Marassi, calciatore italiano (n. 1886)
- 5 maggio - Osman Seidu, calciatore ghanese (n. 1936)
- 5 maggio - Louis Tessier, calciatore francese (n. 1889)
- 6 maggio - Don Drummond, trombonista e compositore giamaicano (n. 1934)
- 6 maggio - Paolo Dore, matematico e geodeta italiano (n. 1892)
- 7 maggio - Lajos Czeizler, calciatore e allenatore di calcio ungherese (n. 1893)
- 8 maggio - Almina, contessa di Carnarvon, nobildonna inglese (n. 1876)
- 9 maggio - Francesco Giontella, imprenditore e politico italiano (n. 1895)
- 9 maggio - Vincenzo Musolino, attore e regista italiano (n. 1930)
- 9 maggio - Saverio Seracini, compositore, chitarrista e direttore d'orchestra italiano (n. 1905)
- 10 maggio - Luigi Gerbella, ingegnere italiano (n. 1892)
- 10 maggio - Eli Lotar, fotografo, regista e direttore della fotografia francese (n. 1905)
- 11 maggio - Corrado Archibugi, violinista e compositore italiano (n. 1889)
- 11 maggio - Salomão Barbosa Ferraz, vescovo cattolico brasiliano (n. 1880)
- 11 maggio - Ėduard Dubinskij, calciatore sovietico (n. 1935)
- 11 maggio - Ennio Falco, apneista italiano (n. 1931)
- 11 maggio - Clotilde García Borrero, attivista colombiana (n. 1887)
- 11 maggio - José Ramos, calciatore e allenatore di calcio argentino (n. 1918)
- 11 maggio - Eric Stacey, regista britannico (n. 1903)
- 12 maggio - Martin Lamble, batterista inglese (n. 1949)
- 13 maggio - Jimmy Fleming, calciatore scozzese (n. 1901)
- 13 maggio - Salvatore Frascino, critico letterario e educatore italiano (n. 1899)
- 13 maggio - Lodovico Szathvary, dirigente sportivo italiano (n. 1894)
- 14 maggio - Enid Bennett, attrice australiana (n. 1893)
- 14 maggio - Fred Lane, nuotatore australiano (n. 1880)
- 14 maggio - Raymond Louviot, ciclista su strada, pistard e dirigente sportivo francese (n. 1908)
- 14 maggio - Walter Pitts, matematico statunitense (n. 1923)
- 15 maggio - Ferante Colnago, calciatore jugoslavo (n. 1907)
- 15 maggio - Giacomo Gianora, calciatore italiano (n. 1905)
- 15 maggio - Joe Malone, hockeista su ghiaccio canadese (n. 1890)
- 15 maggio - Robert R., statunitense (n. 1953)
- 16 maggio - Lewis Casson, attore e regista teatrale britannico (n. 1875)
- 16 maggio - John Steele, militare statunitense (n. 1912)
- 17 maggio - Josef Beran, cardinale e arcivescovo cattolico ceco (n. 1888)
- 17 maggio - Gerhardus H. Goethart, compositore di scacchi olandese (n. 1892)
- 18 maggio - Ludwig Berger, regista, sceneggiatore e attore tedesco (n. 1892)
- 18 maggio - Victor Mallet, diplomatico britannico (n. 1893)
- 18 maggio - Luigi Petrillo, militare e pentatleta italiano (n. 1903)
- 19 maggio - Coleman Hawkins, sassofonista statunitense (n. 1904)
- 19 maggio - Onofrio Jannuzzi, politico e avvocato italiano (n. 1902)
- 19 maggio - Eberhard von Mackensen, generale tedesco (n. 1889)
- 19 maggio - Giulio Trevisani, scrittore italiano (n. 1890)
- 19 maggio - Vasco Valerio, tennista e produttore cinematografico italiano (n. 1910)
- 20 maggio - Victor Daimaca, docente romeno (n. 1892)
- 20 maggio - Umberto Rouselle, ammiraglio italiano (n. 1898)
- 20 maggio - Fred Sherman, attore statunitense (n. 1905)
- 20 maggio - Jack Stevens, generale e dirigente pubblico australiano (n. 1896)
- 21 maggio - William Bakewell, marinaio e esploratore statunitense (n. 1888)
- 21 maggio - Luigi Cova, politico italiano (n. 1881)
- 21 maggio - Enrico Ferdinando d'Asburgo-Lorena, nobile austriaco (n. 1878)
- 21 maggio - Kamil Ocak, cestista turco (n. 1914)
- 21 maggio - Enzo Pensotti, calciatore italiano (n. 1894)
- 21 maggio - Simon Vratsian, politico e attivista armeno (n. 1882)
- 22 maggio - Nisa, paroliere e disegnatore italiano (n. 1910)
- 22 maggio - Angelo Scalpati, politico e giornalista italiano
- 23 maggio - Peter Alma, pittore olandese (n. 1886)
- 23 maggio - Giuseppe Fioranti, calciatore italiano (n. 1888)
- 23 maggio - Frank Gray, fisico statunitense (n. 1887)
- 23 maggio - Lejaren à Hiller, fotografo, illustratore e produttore cinematografico statunitense (n. 1880)
- 23 maggio - Jimmy McHugh, compositore statunitense (n. 1894)
- 23 maggio - Jack Weinstock, librettista e commediografo statunitense (n. 1905)
- 24 maggio - Paul Birch, attore statunitense (n. 1912)
- 24 maggio - Hjalmar Cedercrona, ginnasta svedese (n. 1883)
- 24 maggio - Richard Garland, attore statunitense (n. 1927)
- 24 maggio - Mitzi Green, attrice statunitense (n. 1920)
- 24 maggio - Benito Partisani, pittore, scultore e ceramista italiano (n. 1906)
- 24 maggio - Emilio Salafia, schermidore italiano (n. 1910)
- 24 maggio - Miklós Szilvásy, lottatore ungherese (n. 1925)
- 24 maggio - Rafael Vega de los Reyes, torero spagnolo (n. 1915)
- 26 maggio - Paul Hawkins, pilota di Formula 1 australiano (n. 1937)
- 26 maggio - Pio Manzù, designer italiano (n. 1939)
- 26 maggio - Luigi Pelandi, storico dell'arte italiano (n. 1877)
- 26 maggio - Lucio Piccolo, poeta, esoterista e musicologo italiano (n. 1901)
- 26 maggio - Enrico Quaresima, linguista italiano (n. 1883)
- 27 maggio - Jørgen Brinch Hansen, ingegnere danese (n. 1909)
- 27 maggio - Muhammad Fareed Didi, sultano maldiviano (n. 1901)
- 27 maggio - Jeffrey Hunter, attore statunitense (n. 1926)
- 28 maggio - Bruno Credaro, educatore, alpinista e politico italiano (n. 1893)
- 28 maggio - Knut Heyerdahl-Larsen, calciatore norvegese (n. 1887)
- 28 maggio - Uguccione Ranieri di Sorbello, giornalista, scrittore e militare italiano (n. 1906)
- 28 maggio - Rhys Williams, attore gallese (n. 1897)
- 29 maggio - Sonia Abeloos, pittrice belga (n. 1876)
- 29 maggio - Roy McKay, giocatore di football americano statunitense (n. 1920)
- 30 maggio - Henry Aubrey-Fletcher, scrittore e militare britannico (n. 1887)
- 30 maggio - Billy Lacey, calciatore irlandese (n. 1889)
- 31 maggio - Jan van Alphen, chimico olandese (n. 1900)
- 31 maggio - Irene Brin, giornalista, scrittrice e gallerista italiana (n. 1911)
- 31 maggio - Silvestre Igoa, calciatore spagnolo (n. 1920)
- 31 maggio - Hilde Körber, attrice austriaca (n. 1906)
- 31 maggio - Alfred Lanctôt, missionario e vescovo cattolico canadese (n. 1912)
- 31 maggio - Jozua François Naudé, politico sudafricano (n. 1889)

## Giugno(90)
- 1º giugno - Ivar Ballangrud, pattinatore di velocità su ghiaccio norvegese (n. 1904)
- 2 giugno - Christen Christensen, pattinatore artistico su ghiaccio norvegese (n. 1904)
- 2 giugno - Feng Zhe, attore cinese (n. 1920)
- 2 giugno - Leo Gorcey, attore statunitense (n. 1917)
- 2 giugno - Radivoj Korać, cestista jugoslavo (n. 1938)
- 3 giugno - Antonio Burattini, fumettista italiano
- 3 giugno - George Edwin Cooke, calciatore statunitense (n. 1883)
- 4 giugno - Rafael Osuna, tennista messicano (n. 1938)
- 4 giugno - Adolf Peichl, militare austriaco (n. 1917)
- 4 giugno - Pavol Steiner, nuotatore e pallanuotista cecoslovacco (n. 1908)
- 5 giugno - Miles Dempsey, generale britannico (n. 1896)
- 5 giugno - Simeon Toribio, altista e politico filippino (n. 1905)
- 5 giugno - Giuseppe Vidossi, linguista e glottologo italiano (n. 1878)
- 6 giugno - Valentina Kuindži, attrice sovietica (n. 1893)
- 7 giugno - Paride Scacchetti, ciclista su strada italiano (n. 1911)
- 8 giugno - Piet van Reenen, calciatore olandese (n. 1909)
- 8 giugno - Walter Risse, calciatore tedesco (n. 1893)
- 8 giugno - Aino Sibelius, finlandese (n. 1871)
- 8 giugno - Robert Taylor, attore statunitense (n. 1911)
- 9 giugno - Harold Davenport, matematico inglese (n. 1907)
- 9 giugno - Vittorino Gervasio, imprenditore, dirigente d'azienda e politico italiano (n. 1886)
- 9 giugno - He Long, generale e politico cinese (n. 1896)
- 9 giugno - Giovanni Lomi, pittore e baritono italiano (n. 1889)
- 9 giugno - Loudon Sainthill, costumista australiano (n. 1918)
- 9 giugno - Emilio Zannerini, politico e partigiano italiano (n. 1891)
- 10 giugno - John Bryan, scenografo britannico (n. 1911)
- 10 giugno - Luciano Chiara, astronomo e matematico italiano (n. 1910)
- 10 giugno - Takuro Matsui, generale giapponese (n. 1887)
- 10 giugno - Gustav Schürger, pallanuotista tedesco (n. 1908)
- 11 giugno - Guido Ferrando, anglista, filosofo e teosofo italiano (n. 1883)
- 12 giugno - Aleksandr Aleksandrovič Dejneka, pittore, grafico e scultore sovietico (n. 1899)
- 13 giugno - Aacharya Atre, drammaturgo e scrittore indiano (n. 1898)
- 13 giugno - Martita Hunt, attrice britannica (n. 1899)
- 13 giugno - Alfredo Luciani, poeta italiano (n. 1887)
- 14 giugno - Cacilda Becker, attrice brasiliana (n. 1921)
- 14 giugno - Wynonie Harris, cantante statunitense (n. 1915)
- 14 giugno - Marek Hłasko, scrittore polacco (n. 1934)
- 14 giugno - John Woolfe, pilota automobilistico inglese (n. 1937)
- 15 giugno - Emilio Grazioli, militare e prefetto italiano (n. 1899)
- 15 giugno - Arturo Michelini, politico e giornalista italiano (n. 1909)
- 15 giugno - Alfredo Petrucci, storico dell'arte italiano (n. 1888)
- 15 giugno - Otto Rohwedder, allenatore di calcio e calciatore tedesco (n. 1909)
- 16 giugno - Harold Alexander, generale e politico britannico (n. 1891)
- 16 giugno - Marie Mayoux, sindacalista e attivista francese (n. 1878)
- 16 giugno - Umberto Urbano, baritono italiano (n. 1885)
- 17 giugno - Rita Abatzi, cantante greca (n. 1914)
- 17 giugno - Primo Magnani, pistard italiano (n. 1892)
- 17 giugno - Enrico Persico, fisico italiano (n. 1900)
- 17 giugno - Fritz Reinhardt, politico tedesco (n. 1895)
- 18 giugno - Gabriele Baldini, anglista, scrittore e traduttore italiano (n. 1919)
- 19 giugno - Natalie Talmadge, attrice statunitense (n. 1896)
- 20 giugno - Rudolf Schwarzkogler, performance artist austriaco (n. 1940)
- 20 giugno - Mohammed Siddiq al-Minshawi, egiziano (n. 1920)
- 21 giugno - Fred J. Balshofer, regista, direttore della fotografia e sceneggiatore statunitense (n. 1877)
- 21 giugno - Maureen Connolly, tennista statunitense (n. 1934)
- 21 giugno - Alberto D'Aversa, regista teatrale, regista cinematografico e sceneggiatore italiano (n. 1920)
- 21 giugno - Ezio Ercoli, pittore italiano (n. 1892)
- 21 giugno - Angelo Segrè, storico italiano (n. 1891)
- 22 giugno - Judy Garland, attrice e cantante statunitense (n. 1922)
- 22 giugno - William F. Hanson, musicista, compositore e musicologo statunitense (n. 1887)
- 22 giugno - Max Hess, ginnasta e multiplista statunitense (n. 1877)
- 22 giugno - Attilio Milano, storico italiano (n. 1907)
- 23 giugno - Stanley Andrews, attore statunitense (n. 1891)
- 23 giugno - Volmari Iso-Hollo, siepista e mezzofondista finlandese (n. 1907)
- 23 giugno - Chuck Taylor, cestista e allenatore di pallacanestro statunitense (n. 1901)
- 23 giugno - Ľudo Zúbek, scrittore, traduttore e traduttore slovacco (n. 1907)
- 24 giugno - Ernest Burri, aviatore svizzero (n. 1887)
- 24 giugno - Oskar Sima, attore austriaco (n. 1896)
- 25 giugno - Giuseppe Maranini, giurista, politico e pubblicista italiano (n. 1902)
- 25 giugno - Otto Meyer, imprenditore tedesco (n. 1882)
- 25 giugno - Walter Edmond Clyde Todd, ornitologo statunitense (n. 1874)
- 26 giugno - Erich Graff-Wang, calciatore norvegese (n. 1902)
- 26 giugno - Giovanni Mazzonis, dirigente sportivo e calciatore italiano (n. 1888)
- 26 giugno - Fortuna Novella, imprenditrice e filantropa italiana (n. 1880)
- 26 giugno - Pierre Reuter, calciatore lussemburghese (n. 1904)
- 27 giugno - Ralph Habib, regista francese (n. 1912)
- 27 giugno - Bernhard Lund, calciatore norvegese (n. 1910)
- 27 giugno - Giulio Parise, esoterista italiano (n. 1902)
- 27 giugno - Itzhak Stern, superstite dell'Olocausto polacco (n. 1901)
- 28 giugno - Gerald Fitzgerald, presbitero statunitense (n. 1894)
- 28 giugno - Francesco Tullio, imprenditore e politico italiano (n. 1877)
- 29 giugno - Moise Ciombe, politico della Repubblica Democratica del Congo (n. 1919)
- 29 giugno - Poul Hartmann, canottiere danese (n. 1878)
- 29 giugno - Roger Lumley, XI conte di Scarbrough, generale e politico inglese (n. 1896)
- 29 giugno - Francesco Mottola, presbitero italiano (n. 1901)
- 29 giugno - Joseph Trương Cao Đại, vescovo cattolico vietnamita (n. 1913)
- 30 giugno - William F. Haddock, regista e attore statunitense (n. 1877)
- 30 giugno - Alfonso Morini, imprenditore e pilota motociclistico italiano (n. 1898)
- 30 giugno - Domingo Tejera, calciatore uruguaiano (n. 1899)
- 30 giugno - Augusto Timoteo Vandor, sindacalista argentino (n. 1923)

## Luglio(92)
- 1º luglio - Donald Crowhurst, imprenditore e navigatore inglese (n. 1932)
- 2 luglio - Michael DiBiase, wrestler statunitense (n. 1923)
- 2 luglio - Renzo Gobbi, calciatore italiano (n. 1915)
- 2 luglio - Mikio Naruse, regista, sceneggiatore e produttore cinematografico giapponese (n. 1905)
- 2 luglio - Camillo Tommasi di Scillato, generale e politico italiano (n. 1873)
- 3 luglio - Milutin Borisavljević, architetto serbo (n. 1889)
- 3 luglio - Brian Jones, polistrumentista britannico (n. 1942)
- 3 luglio - Lucienne Nahmias, modella francese (n. 1911)
- 4 luglio - Erwin Blumenfeld, fotografo tedesco (n. 1897)
- 4 luglio - Michail Chergiani, alpinista sovietico (n. 1935)
- 4 luglio - Antonio Cárdenas Rodríguez, militare e aviatore messicano (n. 1903)
- 4 luglio - Henri Decoin, regista, sceneggiatore e scrittore francese (n. 1890)
- 4 luglio - Cristiano Ridomi, giornalista e scrittore italiano (n. 1904)
- 4 luglio - Georges Ronsse, ciclista su strada, ciclocrossista e pistard belga (n. 1906)
- 4 luglio - Enrico Sardi, allenatore di calcio e calciatore italiano (n. 1891)
- 5 luglio - Ben Alexander, attore statunitense (n. 1911)
- 5 luglio - Wilhelm Backhaus, pianista tedesco (n. 1884)
- 5 luglio - Walter Gropius, architetto, designer e urbanista tedesco (n. 1883)
- 5 luglio - Lambert Hillyer, regista e sceneggiatore statunitense (n. 1889)
- 5 luglio - Margaret Loomis, attrice statunitense (n. 1893)
- 5 luglio - Leo McCarey, regista e sceneggiatore statunitense (n. 1898)
- 6 luglio - Mario Berlinguer, avvocato, giornalista e politico italiano (n. 1891)
- 7 luglio - Giovanna Daffini, cantante italiana (n. 1914)
- 7 luglio - Erskine Sanford, attore statunitense (n. 1885)
- 7 luglio - Gladys Swarthout, mezzosoprano e attrice statunitense (n. 1900)
- 8 luglio - Filipp Sergeevič Oktjabr'skij, ammiraglio sovietico (n. 1899)
- 8 luglio - Red Rolfe, giocatore di baseball, allenatore di baseball e allenatore di pallacanestro statunitense (n. 1908)
- 9 luglio - Károly Dietz, calciatore e allenatore di calcio ungherese (n. 1885)
- 9 luglio - Raizō Tanaka, ammiraglio giapponese (n. 1892)
- 10 luglio - Alfredo Mordini, partigiano italiano (n. 1902)
- 10 luglio - Friedrich Morton, naturalista, botanico e speleologo austriaco (n. 1890)
- 10 luglio - João de Souza Mendes, scacchista brasiliano (n. 1892)
- 10 luglio - Albert Ströck, calciatore ungherese (n. 1903)
- 11 luglio - Giacomo Brodolini, sindacalista e politico italiano (n. 1920)
- 11 luglio - Hina Spani, soprano argentino (n. 1896)
- 11 luglio - Guilherme de Almeida, poeta brasiliano (n. 1890)
- 12 luglio - Giulio Andreoli, matematico italiano (n. 1892)
- 12 luglio - Arrigo Gradi, calciatore italiano (n. 1887)
- 12 luglio - Bill Ivy, pilota motociclistico britannico (n. 1942)
- 13 luglio - Bobby Barclay, calciatore inglese (n. 1906)
- 13 luglio - Geoffrey Carr, canottiere britannico (n. 1886)
- 13 luglio - Bess Meredyth, sceneggiatrice, attrice e regista statunitense (n. 1890)
- 14 luglio - Eero Berg, mezzofondista finlandese (n. 1898)
- 14 luglio - Mariano Majani, militare italiano (n. 1899)
- 15 luglio - Candido Grassi, politico e partigiano italiano (n. 1910)
- 15 luglio - Peter van Eyck, attore tedesco (n. 1911)
- 16 luglio - Max Gablonsky, calciatore tedesco (n. 1890)
- 16 luglio - Sergej Ivanovič Rudenko, antropologo e archeologo sovietico (n. 1885)
- 16 luglio - Friedrich von Scotti, generale tedesco (n. 1889)
- 16 luglio - Francesco Tarabotto, comandante marittimo italiano (n. 1877)
- 17 luglio - Harry Benham, attore statunitense (n. 1884)
- 17 luglio - Leon Grochowski, vescovo vetero-cattolico polacco (n. 1886)
- 17 luglio - Félix de Pomés, calciatore, schermidore e attore spagnolo (n. 1890)
- 17 luglio - Jørgen Wagner Hansen, calciatore danese (n. 1925)
- 18 luglio - Giovanni Cesare Majoni, diplomatico e politico italiano (n. 1876)
- 18 luglio - Barbara Pepper, attrice e ballerina statunitense (n. 1915)
- 19 luglio - Rodolfo Choperena, cestista messicano (n. 1905)
- 19 luglio - Thomas Doe, bobbista statunitense (n. 1912)
- 19 luglio - Stratis Myrivilis, scrittore greco (n. 1892)
- 19 luglio - Archimede Taverna, politico e imprenditore italiano (n. 1896)
- 20 luglio - Giuseppe Bianchi, ingegnere italiano (n. 1888)
- 20 luglio - Adriano Facchini, pentatleta italiano (n. 1927)
- 20 luglio - Roy Hamilton, cantante statunitense (n. 1929)
- 21 luglio - Pete Burness, animatore, regista e produttore cinematografico statunitense (n. 1904)
- 21 luglio - Moe Herscovitch, pugile canadese (n. 1896)
- 21 luglio - Alfred Daniel Williams King, attivista statunitense (n. 1930)
- 21 luglio - Jules Van Hevel, ciclista su strada e pistard belga (n. 1895)
- 22 luglio - James Needles, allenatore di pallacanestro statunitense (n. 1900)
- 22 luglio - Francesco Roccati, maratoneta italiano (n. 1908)
- 23 luglio - Angelo Minoia, calciatore italiano (n. 1912)
- 24 luglio - Witold Gombrowicz, scrittore polacco (n. 1904)
- 24 luglio - Giovanni Magrassi, politico e avvocato italiano (n. 1891)
- 24 luglio - Wilhelm Trautmann, calciatore tedesco (n. 1888)
- 25 luglio - Antoine Marie Benoît Besson, generale francese (n. 1876)
- 25 luglio - Everett Bradley, multiplista statunitense (n. 1897)
- 25 luglio - Otto Dix, pittore tedesco (n. 1891)
- 26 luglio - Hermann Buchfelder, pallanuotista austriaco (n. 1889)
- 26 luglio - Ezio Coppa, medico e politico italiano (n. 1898)
- 26 luglio - Walter Reppe, chimico tedesco (n. 1892)
- 26 luglio - Raymond Walburn, attore statunitense (n. 1887)
- 27 luglio - Moisés Solana, pilota automobilistico messicano (n. 1935)
- 27 luglio - Arsenij Grigor'evič Zverev, politico e insegnante sovietico (n. 1900)
- 28 luglio - Frank Loesser, compositore e librettista statunitense (n. 1910)
- 28 luglio - Ramón Grau San Martín, medico e politico cubano (n. 1887)
- 28 luglio - Konstantin Skorobogatov, attore sovietico (n. 1887)
- 29 luglio - Josef Blösche, militare tedesco (n. 1912)
- 29 luglio - Frances Teague, attrice statunitense (n. 1905)
- 30 luglio - Costantino di Baviera, nobile tedesco (n. 1920)
- 30 luglio - Enrico Palandri, generale italiano (n. 1896)
- 31 luglio - Charles Edison, politico statunitense (n. 1890)
- 31 luglio - Leopoldo Francovig, calciatore italiano (n. 1906)
- 31 luglio - Marcello Nizzoli, designer e pubblicitario italiano (n. 1887)

## Agosto(86)
- 1º agosto - Márton Lőrincz, lottatore ungherese (n. 1911)
- 1º agosto - Gerhard Mitter, pilota automobilistico tedesco (n. 1935)
- 1º agosto - Joseph Schacht, orientalista tedesco (n. 1902)
- 2 agosto - Giuseppe Cenzato, imprenditore italiano (n. 1882)
- 2 agosto - Leslie Cliff, pattinatore artistico su ghiaccio britannico (n. 1908)
- 2 agosto - Federico Sargolini, vescovo cattolico italiano (n. 1891)
- 4 agosto - Francesco Egidi, filologo italiano (n. 1880)
- 5 agosto - Charlotte Ander, attrice tedesca (n. 1902)
- 5 agosto - Adolfo Federico di Meclemburgo-Schwerin, nobile (n. 1873)
- 5 agosto - Fortunato Zoppas, vescovo cattolico italiano (n. 1903)
- 6 agosto - Tracy Jaeckel, schermidore statunitense (n. 1905)
- 6 agosto - Theodor W. Adorno, filosofo, sociologo e musicologo tedesco (n. 1903)
- 7 agosto - Carlos L. Fischer, politico uruguaiano (n. 1903)
- 7 agosto - Joseph Kosma, compositore ungherese (n. 1905)
- 8 agosto - Choi Seung-hee, attrice e ballerina coreana (n. 1911)
- 8 agosto - Bulmer Hobson, rivoluzionario irlandese (n. 1883)
- 8 agosto - Wilton Ivie, aracnologo statunitense (n. 1907)
- 8 agosto - Hans Lion, schermidore austriaco (n. 1904)
- 8 agosto - Elias Avery Lowe, paleografo lituano (n. 1879)
- 8 agosto - Otmar Freiherr von Verschuer, medico e biologo tedesco (n. 1896)
- 9 agosto - Robert Lehman, banchiere e filantropo statunitense (n. 1891)
- 9 agosto - George Preston Marshall, dirigente sportivo statunitense (n. 1896)
- 9 agosto - Raffaele Numeroso, politico italiano (n. 1886)
- 9 agosto - Steven Parent, statunitense (n. 1951)
- 9 agosto - Constantin Parhon, medico e politico rumeno (n. 1874)
- 9 agosto - Cecil Frank Powell, fisico britannico (n. 1903)
- 9 agosto - Jay Sebring, imprenditore statunitense (n. 1933)
- 9 agosto - Sharon Tate, attrice e modella statunitense (n. 1943)
- 10 agosto - Leno LaBianca, dirigente d'azienda statunitense (n. 1925)
- 11 agosto - Una Lucy Fielding, anatomista e neurologa australiana (n. 1888)
- 11 agosto - George E. Stratemeyer, generale statunitense (n. 1890)
- 12 agosto - Alberto Della Beffa, bobbista italiano (n. 1914)
- 12 agosto - Josef Glaser, calciatore tedesco (n. 1887)
- 12 agosto - Vilho Väisälä, meteorologo, fisico e esperantista finlandese (n. 1889)
- 13 agosto - Friedel Berges, nuotatore tedesco (n. 1903)
- 13 agosto - Nicolás Fasolino, cardinale e arcivescovo cattolico argentino (n. 1887)
- 14 agosto - Tony Fruscella, trombettista statunitense (n. 1927)
- 14 agosto - Sigrid Gurie, attrice statunitense (n. 1911)
- 14 agosto - Leen Hoogendijk, pallanuotista olandese (n. 1890)
- 14 agosto - Leonard Woolf, scrittore, editore e giornalista britannico (n. 1880)
- 15 agosto - Raffaele De Vico, architetto italiano (n. 1881)
- 15 agosto - Gorham Munson, critico letterario statunitense (n. 1896)
- 15 agosto - Stijn Streuvels, scrittore belga (n. 1871)
- 16 agosto - Homer Hasenpflug Dubs, sinologo e storico statunitense (n. 1892)
- 16 agosto - Ferdinand Münz, chimico austriaco (n. 1888)
- 17 agosto - Ferdinand Cattini, hockeista su ghiaccio svizzero (n. 1916)
- 17 agosto - Ludwig Mies van der Rohe, architetto e designer tedesco (n. 1886)
- 17 agosto - Giordano Picciga, calciatore italiano (n. 1909)
- 17 agosto - Otto Stern, fisico tedesco (n. 1888)
- 18 agosto - Mildred Davis, attrice statunitense (n. 1901)
- 19 agosto - Gustavo Hauser, calciatore italiano (n. 1891)
- 19 agosto - Jakes Mulholland, calciatore statunitense (n. 1902)
- 20 agosto - Publio Cortini, imprenditore e ingegnere italiano (n. 1895)
- 20 agosto - Edward Hutton, scrittore britannico (n. 1875)
- 22 agosto - Maria Antonelli, stilista italiana (n. 1903)
- 22 agosto - Filippo Rolando, paroliere, compositore e direttore d'orchestra italiano (n. 1900)
- 23 agosto - Enrique García, calciatore argentino (n. 1912)
- 23 agosto - Harry Hoppe, generale tedesco (n. 1894)
- 23 agosto - Walter March, architetto tedesco (n. 1898)
- 23 agosto - Vladi Marmo, cestista finlandese (n. 1914)
- 25 agosto - Marcel Allain, scrittore francese (n. 1885)
- 25 agosto - Harry Hammond Hess, geologo e ammiraglio statunitense (n. 1906)
- 25 agosto - Max Ingrand, vetraio, decoratore e designer francese (n. 1908)
- 25 agosto - George E. Middleton, produttore cinematografico e regista statunitense (n. 1882)
- 25 agosto - Maria Troncatti, religiosa italiana (n. 1883)
- 26 agosto - Léon Monnier, altista francese (n. 1883)
- 26 agosto - Donald Shea, attore e stuntman statunitense (n. 1933)
- 26 agosto - Isma'il al-Azhari, politico sudanese (n. 1901)
- 27 agosto - Fabòn, pittore italiano (n. 1912)
- 27 agosto - Edward Bridges, I barone Bridges, politico inglese (n. 1892)
- 27 agosto - Ivy Compton-Burnett, scrittrice britannica (n. 1884)
- 27 agosto - Jean Lesueur, tennista francese (n. 1910)
- 27 agosto - Erika Mann, saggista, scrittrice e antifascista tedesca (n. 1905)
- 27 agosto - Kathleen Russell, velocista e lunghista giamaicana (n. 1927)
- 27 agosto - Forrest Stanley, attore e sceneggiatore statunitense (n. 1889)
- 27 agosto - Claire Whitney, attrice statunitense (n. 1890)
- 28 agosto - Henk Janssen, tiratore di fune olandese (n. 1890)
- 28 agosto - Derviš Korkut, bibliotecario, insegnante e umanista jugoslavo (n. 1888)
- 28 agosto - Lev Sverdlin, attore sovietico (n. 1901)
- 28 agosto - Edward John Thye, politico statunitense (n. 1896)
- 29 agosto - Cesare Chiodi, ingegnere e urbanista italiano (n. 1885)
- 29 agosto - Tullia Gasparrini Leporace, bibliotecaria italiana (n. 1910)
- 29 agosto - Arnol'd Vladimirovič Kordjum, attore, regista e sceneggiatore sovietico (n. 1890)
- 29 agosto - Alfonso Orlando, mezzofondista e attore italiano (n. 1892)
- 30 agosto - José Samyn, ciclista su strada e pistard belga (n. 1946)
- 31 agosto - Rocky Marciano, pugile statunitense (n. 1923)

## Settembre(89)
- 1º settembre - Giovanni Ansaldo, giornalista e scrittore italiano (n. 1895)
- 1º settembre - Heinz Hax, tiratore a segno tedesco (n. 1900)
- 1º settembre - Michael Lippert, militare tedesco (n. 1897)
- 1º settembre - Auguste Liquois, fumettista e pittore francese (n. 1902)
- 1º settembre - Domenico Sisca, presbitero e storico italiano (n. 1888)
- 1º settembre - Max Weiler, allenatore di calcio e calciatore svizzero (n. 1900)
- 2 settembre - Ho Chi Minh, rivoluzionario, politico e patriota vietnamita (n. 1890)
- 2 settembre - Willy Mairesse, pilota automobilistico belga (n. 1928)
- 3 settembre - Cesare Bionaz, politico italiano (n. 1912)
- 3 settembre - Luigi Dommarco, poeta e paroliere italiano (n. 1876)
- 3 settembre - Alexander Gleichmann, canottiere tedesco (n. 1879)
- 3 settembre - Frico Kafenda, compositore e direttore d'orchestra slovacco (n. 1883)
- 3 settembre - Arthur Pope, archeologo, storico dell'arte e docente statunitense (n. 1881)
- 3 settembre - Antonio de Mare, calciatore argentino (n. 1909)
- 4 settembre - Raymond Flacher, schermidore francese (n. 1903)
- 4 settembre - Marcel Riesz, matematico ungherese (n. 1886)
- 5 settembre - Edward Anderson, scrittore statunitense (n. 1905)
- 5 settembre - Jan Bontjes van Beek, ceramista e scultore olandese (n. 1899)
- 5 settembre - Heinrich Bütefisch, chimico tedesco (n. 1894)
- 5 settembre - Tammaro De Marinis, antiquario e bibliografo italiano (n. 1878)
- 5 settembre - Josh White, cantante, cantautore e chitarrista statunitense (n. 1914)
- 6 settembre - Vera Carmi, attrice italiana (n. 1914)
- 6 settembre - Corrado di Baviera, generale tedesco (n. 1883)
- 6 settembre - Nemika Sultan, principessa ottomana (n. 1888)
- 6 settembre - Arthur Friedenreich, calciatore brasiliano (n. 1892)
- 6 settembre - Edith Johnson, attrice statunitense (n. 1894)
- 6 settembre - Olinto Marella, presbitero italiano (n. 1882)
- 7 settembre - Arthur Benda, fotografo tedesco (n. 1885)
- 7 settembre - Elisa Chimenti, scrittrice, antropologa e etnografa italiana (n. 1883)
- 7 settembre - Everett Dirksen, politico statunitense (n. 1896)
- 8 settembre - Bud Collyer, doppiatore e conduttore televisivo statunitense (n. 1908)
- 8 settembre - Alexandra David-Néel, scrittrice e esploratrice francese (n. 1868)
- 8 settembre - Emil Leeb, generale tedesco (n. 1881)
- 8 settembre - Frederick Varley, pittore canadese (n. 1881)
- 9 settembre - Fernand Wambst, ciclista su strada e pistard francese (n. 1912)
- 10 settembre - Gastone Innocenti, calciatore italiano (n. 1905)
- 10 settembre - Gigi Ortuso, conduttore radiofonico italiano
- 11 settembre - Ellen Richter, attrice e produttrice cinematografica austriaca (n. 1891)
- 11 settembre - Salvatore Santeramo, presbitero italiano (n. 1880)
- 11 settembre - János Vanicsek, allenatore di calcio e calciatore ungherese (n. 1887)
- 12 settembre - William Henry Chamberlin, storico e giornalista statunitense (n. 1897)
- 12 settembre - Charles Foulkes, generale canadese (n. 1903)
- 12 settembre - Giovanni Malesci, pittore e decoratore italiano (n. 1884)
- 12 settembre - Terry de la Mesa Allen, generale statunitense (n. 1888)
- 13 settembre - Ferruccio Bellè, arbitro di calcio italiano (n. 1909)
- 13 settembre - Nataniela De Micheli, attrice teatrale e personaggio televisivo italiana (n. 1935)
- 13 settembre - Dumitru Petrescu, generale e politico rumeno (n. 1906)
- 14 settembre - James Anderson, attore statunitense (n. 1921)
- 14 settembre - Manuella Kalili, nuotatore statunitense (n. 1912)
- 14 settembre - Alice Zeppilli, soprano italiana (n. 1885)
- 15 settembre - Giovanni Battista Bertone, politico e avvocato italiano (n. 1874)
- 15 settembre - Daniel Masclet, fotografo francese (n. 1892)
- 15 settembre - Alessandro Michelagnoli, ammiraglio italiano (n. 1905)
- 15 settembre - Fernando Santi, sindacalista e politico italiano (n. 1902)
- 16 settembre - Luigi Contu, politico, giurista e sindacalista italiano (n. 1901)
- 16 settembre - Ezio Garibaldi, politico e militare italiano (n. 1894)
- 16 settembre - Mally Johnson, cestista statunitense (n. 1908)
- 17 settembre - Marcel Kauffmann, calciatore francese (n. 1910)
- 17 settembre - Giovanni Urbani, cardinale e patriarca cattolico italiano (n. 1900)
- 18 settembre - Carmelo Caristia, costituzionalista e politico italiano (n. 1881)
- 18 settembre - Richard Macaulay, sceneggiatore statunitense (n. 1909)
- 18 settembre - Renato Marino Mazzacurati, scultore e pittore italiano (n. 1907)
- 18 settembre - Rudolf Wagner-Régeny, musicista rumeno (n. 1903)
- 19 settembre - Rex Ingram, attore statunitense (n. 1895)
- 19 settembre - Carlo Parri, pittore italiano (n. 1897)
- 19 settembre - Edoardo Pasteur, calciatore, dirigente sportivo e allenatore di calcio italiano (n. 1877)
- 19 settembre - Giorgio Scifo, militare italiano (n. 1925)
- 20 settembre - Guido Gambone, ceramista italiano (n. 1909)
- 20 settembre - Werner Schreib, pittore tedesco (n. 1925)
- 20 settembre - Walt Torrence, cestista statunitense (n. 1937)
- 22 settembre - Bob Kelly, calciatore e allenatore di calcio inglese (n. 1893)
- 22 settembre - Adolfo López Mateos, politico messicano (n. 1909)
- 22 settembre - Nikola Simić, allenatore di calcio e calciatore jugoslavo (n. 1897)
- 22 settembre - Aleksandras Stulginskis, politico lituano (n. 1885)
- 23 settembre - Mario Cavaglieri, pittore italiano (n. 1887)
- 24 settembre - Rodolfo Biagi, musicista argentino (n. 1906)
- 24 settembre - Hugo Kinert, allenatore di calcio e calciatore jugoslavo (n. 1894)
- 24 settembre - Warren McCulloch, neurofisiologo statunitense (n. 1898)
- 25 settembre - Paul Scherrer, fisico svizzero (n. 1890)
- 26 settembre - Lydecker brothers, effettista statunitense (n. 1911)
- 26 settembre - Giovanni Zarrilli, archivista e storico italiano (n. 1926)
- 27 settembre - Nicolas Grunitzky, politico togolese (n. 1913)
- 27 settembre - Katsutoshi Naito, lottatore giapponese (n. 1895)
- 27 settembre - Bill Thompson, cestista statunitense (n. 1920)
- 28 settembre - Emiliano Cagnoni, vescovo cattolico italiano (n. 1884)
- 28 settembre - Kimon Georgiev, generale e politico bulgaro (n. 1882)
- 28 settembre - Vilhelm Náhlovský, calciatore cecoslovacco (n. 1910)
- 28 settembre - Rezső Szulik, calciatore ungherese (n. 1905)
- 30 settembre - Frederic Bartlett, psicologo britannico (n. 1886)

## Ottobre(88)
- 1º ottobre - Gunnar Andersson, calciatore svedese (n. 1928)
- 1º ottobre - Dick Farley, cestista statunitense (n. 1932)
- 2 ottobre - Arthur John Arberry, arabista e iranista britannico (n. 1905)
- 2 ottobre - George Coedès, storico e archeologo francese (n. 1886)
- 2 ottobre - Katharine Susannah Prichard, scrittrice australiana (n. 1883)
- 3 ottobre - Charles Burnell, canottiere britannico (n. 1876)
- 3 ottobre - Neal Burns, attore e regista statunitense (n. 1892)
- 3 ottobre - Skip James, chitarrista e pianista statunitense (n. 1902)
- 4 ottobre - S.A. Lynch, imprenditore statunitense (n. 1882)
- 4 ottobre - Natalino Otto, cantante, batterista e produttore discografico italiano (n. 1912)
- 5 ottobre - Renato Bitossi, politico, sindacalista e antifascista italiano (n. 1899)
- 5 ottobre - Renato Donatelli, cardiochirurgo italiano (n. 1927)
- 6 ottobre - Volger Andersson, fondista svedese (n. 1896)
- 6 ottobre - Walter Hagen, golfista statunitense (n. 1892)
- 6 ottobre - Arthur Prior, filosofo e logico neozelandese (n. 1914)
- 7 ottobre - Lars Ekborg, attore e cantante svedese (n. 1926)
- 7 ottobre - Natal'ja Lisenko, attrice russa (n. 1884)
- 7 ottobre - Ture Nerman, politico svedese (n. 1886)
- 7 ottobre - Léon Scieur, ciclista su strada belga (n. 1888)
- 7 ottobre - Nils Voss, ginnasta norvegese (n. 1886)
- 8 ottobre - Luigi Ceriani, imprenditore e scacchista italiano (n. 1894)
- 8 ottobre - Eduardo Ciannelli, attore e baritono italiano (n. 1888)
- 9 ottobre - Paolo Mezzanotte, architetto, pittore e storiografo italiano (n. 1878)
- 9 ottobre - Elsa Rendschmidt, pattinatrice artistica su ghiaccio tedesca (n. 1886)
- 10 ottobre - Kurt Blome, scienziato tedesco (n. 1894)
- 10 ottobre - Martin Gusinde, presbitero e etnologo austriaco (n. 1886)
- 11 ottobre - Enrique Ballestrero, calciatore uruguaiano (n. 1905)
- 11 ottobre - John English, regista e montatore britannico (n. 1903)
- 11 ottobre - Kazimierz Sosnkowski, politico e generale polacco (n. 1885)
- 12 ottobre - Sonja Henie, pattinatrice artistica su ghiaccio, attrice e collezionista d'arte norvegese (n. 1912)
- 12 ottobre - Serge Poliakoff, pittore russo (n. 1906)
- 12 ottobre - Veli Saarinen, fondista e dirigente sportivo finlandese (n. 1902)
- 12 ottobre - Juho Saaristo, giavellottista finlandese (n. 1891)
- 12 ottobre - Carlo Speroni, mezzofondista italiano (n. 1895)
- 12 ottobre - Sirio Tofanari, scultore italiano (n. 1886)
- 12 ottobre - Karl Uhle, calciatore tedesco (n. 1887)
- 13 ottobre - Filiberto Corelli, pittore e calciatore italiano (n. 1886)
- 14 ottobre - Arnie Herber, giocatore di football americano statunitense (n. 1910)
- 14 ottobre - Ardeshir Irani, regista e produttore cinematografico indiano (n. 1886)
- 14 ottobre - Giulio Pastore, sindacalista e politico italiano (n. 1902)
- 15 ottobre - Abdirashid Ali Shermarke, politico somalo (n. 1919)
- 15 ottobre - Márton Homonnai, pallanuotista ungherese (n. 1906)
- 15 ottobre - Rod La Rocque, attore statunitense (n. 1898)
- 15 ottobre - Giorgio Mastino Del Rio, avvocato e politico italiano (n. 1899)
- 15 ottobre - Antonio Putzolu, politico e avvocato italiano (n. 1894)
- 15 ottobre - Karl Saller, antropologo e medico tedesco (n. 1902)
- 16 ottobre - Gioacchino Bettini, calciatore e allenatore di calcio italiano (n. 1911)
- 16 ottobre - Leonard Chess, produttore discografico statunitense (n. 1917)
- 16 ottobre - Teodora di Grecia, principessa greca (n. 1906)
- 18 ottobre - Filippo Bottino, sollevatore italiano (n. 1888)
- 18 ottobre - Marco Antonio Dressino, presbitero e religioso italiano (n. 1877)
- 18 ottobre - Victoria Gucovsky, educatrice, scrittrice e giornalista argentina (n. 1890)
- 18 ottobre - Gyula Mándi, allenatore di calcio e calciatore ungherese (n. 1899)
- 19 ottobre - Luciano Capitanio, fumettista italiano (n. 1934)
- 19 ottobre - Lacey Hearn, mezzofondista statunitense (n. 1881)
- 19 ottobre - Leopoldo Rubinacci, politico, avvocato e sindacalista italiano (n. 1903)
- 20 ottobre - Antonio Costantini, politico italiano (n. 1899)
- 20 ottobre - Werner Janensch, paleontologo e geologo tedesco (n. 1878)
- 20 ottobre - Salvatore Rotolo, vescovo cattolico italiano (n. 1881)
- 20 ottobre - Salvatore Sanmartino, politico italiano (n. 1886)
- 21 ottobre - Jack Kerouac, scrittore, poeta e pittore statunitense (n. 1922)
- 21 ottobre - Wacław Sierpiński, matematico polacco (n. 1882)
- 22 ottobre - Behice Hanım, ottomana (n. 1882)
- 22 ottobre - Tommy Edwards, cantante statunitense (n. 1922)
- 22 ottobre - Ralph Staub, regista, sceneggiatore e produttore cinematografico statunitense (n. 1899)
- 22 ottobre - Vittorio Tur, ammiraglio italiano (n. 1882)
- 23 ottobre - Guido Maffiotti, compositore, clavicembalista e organista italiano (n. 1895)
- 23 ottobre - Jack Underman, cestista statunitense (n. 1925)
- 24 ottobre - Carl Brumbaugh, giocatore di football americano statunitense (n. 1906)
- 24 ottobre - Abe Simon, pugile statunitense (n. 1913)
- 25 ottobre - Will-Erich Peuckert, antropologo e saggista tedesco (n. 1895)
- 26 ottobre - Nicolás Perchicot, attore spagnolo (n. 1884)
- 26 ottobre - Sig Slater, hockeista su ghiaccio canadese (n. 1897)
- 27 ottobre - Wilhelm Langkeit, ufficiale tedesco (n. 1907)
- 27 ottobre - Giorgio Scerbanenco, giornalista e scrittore italiano (n. 1911)
- 28 ottobre - Luigi Centoz, arcivescovo cattolico italiano (n. 1883)
- 28 ottobre - Kornej Ivanovič Čukovskij, poeta, traduttore e critico letterario russo (n. 1882)
- 28 ottobre - Constance Dowling, attrice statunitense (n. 1920)
- 29 ottobre - Cecilia Cuțescu-Storck, pittrice e docente rumena (n. 1879)
- 29 ottobre - Sholto Douglas, generale britannico (n. 1893)
- 29 ottobre - Pops Foster, musicista statunitense (n. 1892)
- 29 ottobre - Francisco Orlich Bolmarcich, politico costaricano (n. 1907)
- 29 ottobre - Samuel Miklos Stern, orientalista ungherese (n. 1920)
- 30 ottobre - Tony Sbarbaro, compositore statunitense (n. 1897)
- 31 ottobre - Carlos Alberto Arroyo del Río, politico ecuadoriano (n. 1893)
- 31 ottobre - David Aylott, regista, attore e sceneggiatore inglese (n. 1885)
- 31 ottobre - Marco Antonio Mandruzzato, schermidore italiano (n. 1923)
- 31 ottobre - Juan Emiliano O'Leary, storiografo e poeta paraguaiano (n. 1879)

## Novembre(84)
- 1º novembre - Pauline Bush, attrice statunitense (n. 1886)
- 1º novembre - Josef Hassmann, calciatore austriaco (n. 1910)
- 2 novembre - Antonio Ramirez, politico italiano (n. 1899)
- 2 novembre - Paolo Alberto Rossi, diplomatico italiano (n. 1887)
- 3 novembre - Silvio Monfrini, scultore italiano (n. 1894)
- 3 novembre - Zeki Rıza Sporel, calciatore turco (n. 1898)
- 4 novembre - Carlos Marighella, politico, guerrigliero e scrittore brasiliano (n. 1911)
- 4 novembre - Ferenc Szabó, compositore ungherese (n. 1902)
- 5 novembre - Brunolf Baade, ingegnere tedesco (n. 1904)
- 5 novembre - Lloyd Corrigan, attore, regista e sceneggiatore statunitense (n. 1900)
- 6 novembre - Vincenzo Fasolo, architetto, ingegnere e storico dell'architettura italiano (n. 1885)
- 6 novembre - Max Knoll, ingegnere e inventore tedesco (n. 1897)
- 7 novembre - Luigi Angelini, ingegnere e storico dell'architettura italiano (n. 1884)
- 7 novembre - Yehuda Burla, scrittore israeliano (n. 1886)
- 7 novembre - Pietro Giunti, politico italiano (n. 1899)
- 7 novembre - Vincenzo Monaldi, politico e medico italiano (n. 1899)
- 7 novembre - Ernesto Nathan Rogers, architetto e teorico dell'architettura italiano (n. 1909)
- 8 novembre - Dino Arcangeli, aviatore italiano (n. 1904)
- 8 novembre - Giuseppe Botteri, politico italiano (n. 1894)
- 8 novembre - Harry Mallin, pugile britannico (n. 1892)
- 8 novembre - Dave O'Brien, attore, regista e commediografo statunitense (n. 1912)
- 8 novembre - Vesto Slipher, astronomo statunitense (n. 1875)
- 9 novembre - Paul Berth, calciatore danese (n. 1890)
- 9 novembre - Stewart Chaney, scenografo statunitense (n. 1905)
- 9 novembre - Henri Massé, arabista e iranista francese (n. 1886)
- 9 novembre - Arthur Witty, imprenditore e calciatore spagnolo (n. 1878)
- 10 novembre - Cesare Cerati, giornalista italiano (n. 1899)
- 10 novembre - Amleto Tondini, presbitero e latinista italiano (n. 1899)
- 11 novembre - Galileo Cattabriga, pittore italiano (n. 1901)
- 11 novembre - Armin Joseph Deutsch, astrofisico e scrittore di fantascienza statunitense (n. 1918)
- 11 novembre - Axel Graatkjær, direttore della fotografia danese (n. 1885)
- 12 novembre - Marcello Barlocco, scrittore e poeta italiano (n. 1910)
- 12 novembre - William Friedman, crittografo statunitense (n. 1891)
- 12 novembre - Liu Shaoqi, politico, militare e rivoluzionario cinese (n. 1898)
- 12 novembre - Giuseppe Morandini, geografo italiano (n. 1907)
- 12 novembre - José Piendibene, allenatore di calcio e calciatore uruguaiano (n. 1890)
- 13 novembre - Bruno Benassati, calciatore italiano (n. 1894)
- 13 novembre - Iskander Mirza, politico e militare pakistano (n. 1899)
- 13 novembre - Fanny Rosenfeld, velocista e mezzofondista canadese (n. 1904)
- 14 novembre - Giuseppe Babbi, politico e sindacalista italiano (n. 1893)
- 15 novembre - Ignacio Aldecoa, scrittore spagnolo (n. 1925)
- 15 novembre - Roy D'Arcy, attore statunitense (n. 1894)
- 15 novembre - Sei Itō, scrittore, critico letterario e traduttore giapponese (n. 1905)
- 15 novembre - Boris Kroyt, violista e violinista ucraino (n. 1897)
- 15 novembre - Niels Larsen, tiratore a segno danese (n. 1889)
- 15 novembre - Ola Olstad, zoologo e esploratore norvegese (n. 1885)
- 15 novembre - Mladen Žujović, avvocato serbo (n. 1895)
- 16 novembre - Maria Letizia Celli, attrice italiana (n. 1892)
- 16 novembre - Alfredo Vignale, imprenditore italiano (n. 1913)
- 18 novembre - Bridget Dowling, scrittrice irlandese (n. 1891)
- 18 novembre - Ted Heath, musicista britannico (n. 1902)
- 18 novembre - Léon Jongen, compositore, organista e direttore d'orchestra belga (n. 1884)
- 18 novembre - Joseph P. Kennedy, politico, diplomatico e imprenditore statunitense (n. 1888)
- 18 novembre - Miha Krek, politico e avvocato jugoslavo (n. 1897)
- 18 novembre - Oreste Palella, attore, regista e sceneggiatore italiano (n. 1912)
- 18 novembre - Aldo Enzo Pignatari, politico italiano (n. 1897)
- 18 novembre - Lily Ross Taylor, storica statunitense (n. 1886)
- 18 novembre - Hans-Erich Voss, ammiraglio tedesco (n. 1897)
- 19 novembre - Antonio Annarumma, poliziotto italiano (n. 1947)
- 19 novembre - Blasco Lanza D'Ajeta, nobile e diplomatico italiano (n. 1907)
- 19 novembre - Amos Luchetti Gentiloni, architetto italiano (n. 1889)
- 19 novembre - Niccolò Rodolico, storico e scrittore italiano (n. 1873)
- 21 novembre - Lia Angeleri, attrice italiana (n. 1922)
- 21 novembre - Arnoldo Ellerman, compositore di scacchi argentino (n. 1893)
- 21 novembre - Norman Lindsay, artista, scultore e scrittore australiano (n. 1879)
- 21 novembre - John Loaring, ostacolista e velocista canadese (n. 1915)
- 21 novembre - Mutesa II di Buganda, politico ugandese (n. 1924)
- 23 novembre - André Gaboriaud, schermidore francese (n. 1895)
- 23 novembre - Saul Winstein, chimico canadese (n. 1912)
- 24 novembre - Mirko Basaldella, scultore e pittore italiano (n. 1910)
- 24 novembre - Eugenio Duse, attore italiano (n. 1889)
- 25 novembre - Hans Reiter, medico e criminale di guerra tedesco (n. 1881)
- 26 novembre - Giorgio Bellani, giornalista e telecronista sportivo italiano (n. 1923)
- 26 novembre - William Keble Martin, presbitero, botanico e illustratore britannico (n. 1877)
- 26 novembre - Sof'ja Vasil'evna Vorošilova-Romanskaja, astronoma sovietica (n. 1886)
- 27 novembre - Honorio Delgado, psichiatra e filosofo peruviano (n. 1892)
- 27 novembre - Elio Luxardo, fotografo italiano (n. 1908)
- 27 novembre - László Székely, allenatore di calcio e calciatore ungherese (n. 1910)
- 28 novembre - Roy Barcroft, attore statunitense (n. 1902)
- 29 novembre - Diamond Jenness, antropologo e archeologo canadese (n. 1886)
- 29 novembre - Jozef Lettrich, politico e avvocato slovacco (n. 1905)
- 29 novembre - Seth Plum, calciatore inglese (n. 1899)
- 29 novembre - Paolo Zamboni, ostacolista italiano (n. 1939)
- 30 novembre - Steve Grivnow, calciatore statunitense (n. 1922)

## Dicembre(115)
- 1º dicembre - Magic Sam, musicista e cantante statunitense (n. 1937)
- 1º dicembre - František Ventura, cavaliere cecoslovacco (n. 1894)
- 2 dicembre - José María Arguedas, scrittore e antropologo peruviano (n. 1911)
- 2 dicembre - Augusts Baraks, calciatore lettone (n. 1907)
- 2 dicembre - Kliment Efremovič Vorošilov, generale e politico sovietico (n. 1881)
- 3 dicembre - Eduardo Astengo, calciatore peruviano (n. 1905)
- 3 dicembre - Rosina Galli, attrice e doppiatrice italiana (n. 1906)
- 3 dicembre - Mathias Wieman, attore tedesco (n. 1902)
- 4 dicembre - Fred Hampton, attivista statunitense (n. 1948)
- 4 dicembre - Karl Kaufmann, politico e militare tedesco (n. 1900)
- 4 dicembre - Sidney Meyers, regista, montatore e musicista statunitense (n. 1906)
- 4 dicembre - Alceo Toni, compositore e musicologo italiano (n. 1884)
- 5 dicembre - Jean Bayet, latinista francese (n. 1892)
- 5 dicembre - Martin Benedikter, sinologo italiano (n. 1908)
- 5 dicembre - Claude Dornier, ingegnere aeronautico tedesco (n. 1884)
- 5 dicembre - Nicola Galante, pittore e incisore italiano (n. 1883)
- 5 dicembre - William Gilmore, canottiere statunitense (n. 1895)
- 5 dicembre - Reinhold Platz, ingegnere aeronautico tedesco (n. 1886)
- 5 dicembre - Maxime Surdez, calciatore svizzero (n. 1891)
- 5 dicembre - Alice di Battenberg, nobile tedesca (n. 1885)
- 6 dicembre - Siegfried Aufhäuser, politico e sindacalista tedesco (n. 1884)
- 6 dicembre - Nunzio Caroleo, politico italiano (n. 1923)
- 6 dicembre - João Cândido Felisberto, militare brasiliano (n. 1880)
- 6 dicembre - Meredith Hunter, statunitense (n. 1951)
- 6 dicembre - Lidio Manzotti, calciatore italiano (n. 1908)
- 6 dicembre - André Gaston Prételat, generale francese (n. 1874)
- 6 dicembre - Hans Rose, ufficiale tedesco (n. 1885)
- 6 dicembre - Stanislav Zela, vescovo cattolico ceco (n. 1893)
- 7 dicembre - Giuseppe Blanc, compositore italiano (n. 1886)
- 7 dicembre - Augusto Marcacci, attore e doppiatore italiano (n. 1892)
- 7 dicembre - Eric Portman, attore inglese (n. 1901)
- 7 dicembre - Ladislav Šimůnek, calciatore cecoslovacco (n. 1916)
- 7 dicembre - Hugh Williams, attore e drammaturgo britannico (n. 1904)
- 7 dicembre - Élisabeth d'Ayen, tennista francese (n. 1898)
- 8 dicembre - Fuller Albright, medico statunitense (n. 1900)
- 8 dicembre - Higinio Anglés, musicologo e presbitero spagnolo (n. 1888)
- 8 dicembre - Vincenzo Davico, compositore italiano (n. 1889)
- 9 dicembre - Carlo Allorio, vescovo cattolico italiano (n. 1891)
- 9 dicembre - Leonardo Cilaurren, calciatore spagnolo (n. 1912)
- 9 dicembre - Kurt Held, scrittore e poeta tedesco (n. 1897)
- 9 dicembre - Giuseppe Monegato, artista, pittore e scultore italiano (n. 1903)
- 9 dicembre - Sergej Stoljarov, attore sovietico (n. 1911)
- 9 dicembre - Richard York, calciatore inglese (n. 1889)
- 10 dicembre - Calogero Bagarella, mafioso italiano (n. 1935)
- 10 dicembre - Armando Bellolio, calciatore e allenatore di calcio italiano (n. 1897)
- 10 dicembre - Franco Capuana, direttore d'orchestra italiano (n. 1894)
- 10 dicembre - Michele Cavataio, mafioso italiano (n. 1929)
- 10 dicembre - Leigh Harline, compositore statunitense (n. 1907)
- 10 dicembre - Mark-Lee Kirk, scenografo statunitense (n. 1895)
- 10 dicembre - Walter Lichel, generale tedesco (n. 1885)
- 11 dicembre - Costan Zarian, scrittore, poeta e giornalista armeno (n. 1885)
- 12 dicembre - Adele Zara, infermiera italiana (n. 1882)
- 13 dicembre - Luigi Pavese, attore e doppiatore italiano (n. 1897)
- 13 dicembre - Umberto Segre, politologo, filosofo e antifascista italiano (n. 1908)
- 13 dicembre - Amedeo Sommovigo, sindacalista e politico italiano (n. 1891)
- 13 dicembre - Raymond Spruance, ammiraglio statunitense (n. 1886)
- 13 dicembre - Spencer Williams Jr., attore, regista e sceneggiatore statunitense (n. 1893)
- 14 dicembre - Angelo Brucculeri, gesuita, giornalista e sociologo italiano (n. 1879)
- 14 dicembre - Adolf Höschle, calciatore tedesco (n. 1899)
- 14 dicembre - Marco Sala, calciatore italiano (n. 1886)
- 15 dicembre - Giuseppe Pinelli, anarchico e partigiano italiano (n. 1928)
- 15 dicembre - Willy Røgeberg, tiratore a segno norvegese (n. 1905)
- 16 dicembre - Gabriele Vanorio, cantante italiano (n. 1922)
- 16 dicembre - Romolo Vaselli, imprenditore italiano (n. 1882)
- 17 dicembre - Artur da Costa e Silva, generale e politico brasiliano (n. 1902)
- 18 dicembre - Charles Dvorak, astista statunitense (n. 1878)
- 19 dicembre - Sara Berner, attrice e doppiatrice statunitense (n. 1912)
- 19 dicembre - Andrea Cesarano, arcivescovo cattolico italiano (n. 1880)
- 20 dicembre - Adolfo Consolini, discobolo italiano (n. 1917)
- 20 dicembre - Luigi Camillo Fumagalli, politico italiano (n. 1886)
- 21 dicembre - Giacinto Auriti, diplomatico, ambasciatore e iamatologo italiano (n. 1883)
- 21 dicembre - Vincenzo Bellisario, politico italiano (n. 1917)
- 21 dicembre - Georges Catroux, generale e diplomatico francese (n. 1877)
- 21 dicembre - José Ibáñez Martín, politico spagnolo (n. 1896)
- 21 dicembre - Bruno Margarucci Riccini, militare italiano (n. 1895)
- 21 dicembre - Nino Nespoli, pittore italiano (n. 1898)
- 21 dicembre - Canzio Pizzoni, presbitero e teologo italiano (n. 1885)
- 21 dicembre - Ilse Steppat, attrice e doppiatrice tedesca (n. 1917)
- 22 dicembre - Willi Allen, attore e musicista tedesco (n. 1909)
- 22 dicembre - Antonio Bottacchi, compositore di scacchi italiano (n. 1900)
- 22 dicembre - Helena Cambridge, nobile britannica (n. 1899)
- 22 dicembre - Alfredo Ferraris, calciatore italiano (n. 1890)
- 22 dicembre - Marcus Melchior, rabbino danese (n. 1897)
- 22 dicembre - Enrique Peñaranda del Castillo, generale e politico boliviano (n. 1892)
- 22 dicembre - Josef von Sternberg, regista, sceneggiatore e produttore cinematografico austriaco (n. 1894)
- 22 dicembre - José Régio, scrittore, poeta e drammaturgo portoghese (n. 1901)
- 23 dicembre - Léon Barsacq, scenografo francese (n. 1906)
- 23 dicembre - Tiburcio Carías Andino, politico e militare honduregno (n. 1876)
- 23 dicembre - Gaudenzio Sereno, calciatore italiano (n. 1900)
- 24 dicembre - Édouard Gardère, schermidore francese (n. 1909)
- 24 dicembre - Seabury Quinn, avvocato, giornalista e romanziere statunitense (n. 1889)
- 25 dicembre - Jean Ces, pugile francese (n. 1906)
- 26 dicembre - Frank St. Leger, direttore d'orchestra britannico (n. 1890)
- 26 dicembre - Louise Lévèque de Vilmorin, scrittrice, poetessa e sceneggiatrice francese (n. 1902)
- 26 dicembre - Gunnar Söderlindh, ginnasta svedese (n. 1896)
- 26 dicembre - Margaret Thompson, attrice statunitense (n. 1889)
- 26 dicembre - William Ward, III conte di Dudley, nobile e politico scozzese (n. 1894)
- 27 dicembre - Albert Mercier, calciatore francese (n. 1895)
- 27 dicembre - Émile Mireaux, politico, economista e politologo francese (n. 1885)
- 27 dicembre - Kally Sambucini, attrice italiana (n. 1892)
- 27 dicembre - Aleksej Pavlovič Sokol'skij, scacchista sovietico (n. 1908)
- 28 dicembre - Federico Kuntze, politico italiano (n. 1905)
- 29 dicembre - Cesare Gavina, politico e avvocato italiano (n. 1881)
- 29 dicembre - Rezső Nikolsburger, calciatore ungherese (n. 1899)
- 29 dicembre - Kurt Richter, scacchista e compositore di scacchi tedesco (n. 1900)
- 29 dicembre - Gotthard Schuh, pittore e fotografo svizzero (n. 1897)
- 30 dicembre - Angelina Beloff, artista russa (n. 1879)
- 30 dicembre - Genesio Pioletti, allenatore di calcio e calciatore italiano (n. 1899)
- 30 dicembre - Jiří Trnka, illustratore, animatore e regista cecoslovacco (n. 1912)
- 31 dicembre - Salvatore Baccaloni, basso e attore italiano (n. 1900)
- 31 dicembre - Camillo Bechis, generale italiano (n. 1890)
- 31 dicembre - Gustavo Cacini, attore teatrale e comico italiano (n. 1890)
- 31 dicembre - Benjamin Hedges, altista statunitense (n. 1907)
- 31 dicembre - Gaetano Mauro, presbitero italiano (n. 1888)
- 31 dicembre - Theodor Reik, psicoanalista austriaco (n. 1888)

## Senza giorno specificato(93)
- Hassa bint Ahmad al-Sudayri, saudita (n. 1900)
- Raoul Allegri, pittore e grafico italiano (n. 1905)
- Richard Allen, hockeista su prato indiano (n. 1902)
- Gilberto Amado, politico brasiliano (n. 1887)
- Anastasio Anastasi, ingegnere italiano (n. 1877)
- Pericle Ansaldo, scenografo italiano (n. 1889)
- Émile Anthoine, marciatore francese (n. 1882)
- Nobuaki Asano, allenatore di pallacanestro giapponese (n. 1901)
- Bruno Bandini, musicista e insegnante argentino (n. 1889)
- Giulio Benedetti, giornalista italiano (n. 1893)
- Carlo Bergamaschi, avvocato e politico italiano (n. 1891)
- Alfredo Bogardo, giornalista e scrittore italiano (n. 1908)
- Luigi Bon, dirigente d'azienda italiano (n. 1888)
- Erich Franz Eugen Bracht, ginecologo e patologo tedesco (n. 1882)
- Léon Brillouin, fisico francese (n. 1899)
- Aldo Bruschi, ingegnere italiano (n. 1896)
- Francesco Buttafuoco, generale italiano (n. 1888)
- Eugène Cavaignac, storico francese (n. 1876)
- Vincenzo Cersosimo, magistrato italiano (n. 1900)
- Geminiano Cibau, scultore e ceramista italiano (n. 1893)
- Siro Contri, filosofo e storico della filosofia italiano (n. 1898)
- Dionigi Corsi, calciatore italiano (n. 1893)
- Alfonso Cortés, poeta nicaraguense (n. 1893)
- Jean Coutte, schermidore francese (n. 1918)
- Adele Cremonini Ongaro, insegnante e scrittrice italiana (n. 1908)
- Mae Dahlberg, attrice australiana (n. 1888)
- Renée Dahon, attrice francese (n. 1897)
- Attilio Degrassi, archeologo italiano (n. 1887)
- Francesco Diana, prefetto italiano (n. 1898)
- Sherwood Egbert, imprenditore statunitense (n. 1920)
- Lev Favorskij, calciatore russo (n. 1893)
- Vladimir Borisovič Fejnberg, regista cinematografico sovietico (n. 1892)
- Richard Fischer, calciatore austriaco (n. 1917)
- Vladimir Gorochov, cestista e allenatore di pallacanestro sovietico (n. 1910)
- Giannino Grossi, pittore italiano (n. 1889)
- Frederick Hibbins, mezzofondista britannico (n. 1890)
- 'Ali Jawdat al-Ayyubi, politico iracheno (n. 1886)
- René Jeanne, sceneggiatore e giornalista francese (n. 1887)
- Buster Johnson, attore statunitense (n. 1908)
- Elisabetta Keller, pittrice svizzera (n. 1891)
- Mary Jo Kopechne, statunitense (n. 1940)
- Arthur König, astronomo tedesco (n. 1895)
- Carmen Lenzi Mozzani, chitarrista e compositrice italiana (n. 1923)
- Adelino Magalhães, scrittore brasiliano (n. 1887)
- Bertha Mahony Miller, giornalista statunitense (n. 1882)
- Guido Marchi, calciatore italiano (n. 1896)
- Jesús Marzán, cestista filippino (n. 1912)
- Corrado Mastrocinque, matematico italiano (n. 1892)
- Eugenio Mele, ispanista e traduttore italiano (n. 1875)
- Federico Melis, artista italiano (n. 1891)
- Ubaldo Alberto Mellini Ponce de León, diplomatico e politico italiano (n. 1896)
- Henri Merckel, violinista francese (n. 1897)
- José Domingo Molina Gómez, generale e politico argentino (n. 1896)
- Lili Labassi, cantante algerino (n. 1897)
- Muhammad Yunis al-Qadi, letterato egiziano (n. 1888)
- Salvatore Musmeci, calciatore e allenatore di calcio italiano (n. 1911)
- Niccolò Nicchiarelli, generale italiano (n. 1898)
- Giuseppe Pafundi, generale italiano (n. 1883)
- Mario Palomba, politico e avvocato italiano (n. 1897)
- Coriolano Palumbo, calciatore italiano (n. 1911)
- Franco Palumbo, pittore italiano (n. 1926)
- Néstor Paz Zamora, guerrigliero boliviano
- Richard Scott Perkin, imprenditore statunitense (n. 1906)
- Giuseppe Peverelli, politico italiano (n. 1893)
- Trần Quang Trân, pittore, artista e illustratore vietnamita (n. 1900)
- Hans Rademacher, matematico tedesco (n. 1892)
- Hialmar Rendahl, zoologo svedese (n. 1891)
- Leslie Rich, nuotatore statunitense (n. 1886)
- Pio Rossi, pittore italiano (n. 1886)
- Mario Schettini, scrittore e giornalista italiano (n. 1918)
- Alwyn Faber Scholfield, grecista, traduttore e bibliotecario britannico (n. 1884)
- Max Schur, medico e psicoanalista austriaco (n. 1897)
- Julija Nikolaevna Sedova, ballerina russa (n. 1880)
- Javier Setó, regista e sceneggiatore spagnolo (n. 1926)
- David Shaltiel, generale e diplomatico israeliano (n. 1903)
- Baladine Klossowska, pittrice polacca (n. 1886)
- Douglas Stuart, canottiere britannico (n. 1885)
- Seoul City Sue, missionaria statunitense (n. 1900)
- Mostafa Taha, calciatore egiziano (n. 1910)
- Ferdinando Ugolotti, medico e psichiatra italiano (n. 1874)
- Umberto Viale, politico italiano (n. 1931)
- Bice Waleran, attrice italiana (n. 1886)
- Paul Arnold Walty, calciatore svizzero (n. 1881)
- Jenny Wiegmann Mucchi, scultrice tedesca (n. 1895)
- Hans Wild, fotografo britannico (n. 1912)
- John Skinner Wilson, scozzese (n. 1888)
- John Kirtland Wright, geografo statunitense (n. 1891)
- Yang Xiaozhong, regista cinese (n. 1899)
- Angelo Ziliotto, militare italiano (n. 1914)
- Maxhide Zogu, principessa albanese (n. 1911)
- Adnan al-Atassi, giurista e diplomatico siriano (n. 1905)
- Majid bin Sa'ud Al Sa'ud, principe e militare saudita (n. 1929)
- Nicole de Lamargé, modella e stilista francese (n. 1938)